# Hóstát (Kolozsvár)

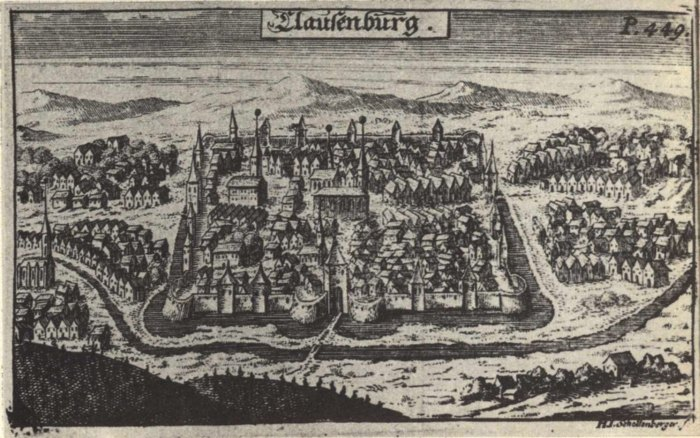
Kolozsvár a 17. század közepén a városfalakon kívüli hóstátokkal

Kolozsvárnak a keleti és az északi várfalakon kívüli peremnegyedeit a 19. századig hóstátokként ismerték. Az itt lakó földműves népet (hóstátiak) hagyományos életmódja, belső szokásrendszere külön közösséggé kovácsolta, büszkén vallották és vallják magukat mind a mai napig városi polgároknak, de ugyanakkor „földészeknek” is. A mai, a közösség megjelöléséül szolgáló kifejezés eredetileg területet jelölt.
Napjainkban a Hóstát mint területről alkotott fogalom, leginkább a történelmi (várfallal övezett) belvárostól keletre eső városrészre vonatkozik, amelynek egykori főutcái a Magyar (mai nevén Bulevardul 21. Decembrie 1989) és a Külső Közép utca (mai nevén Calea Dorobanților). De a Hóstát kiterjed az úgynevezett Kétvízközre és Hídelvére is, valamikor fel, egészen Monostorig. Korábban a Hídelve számított a legnépesebb hóstátnak. A fogalom a 20. század első felében vált egy település-földrajzi megjelölésből olyan identitásjelzővé, amely az egykori hóstátokból az újabb külterületekre kiszorult hóstátiakat, immár mint tősgyökeres kolozsvári polgárokat az újonnan érkezőktől, a folyamatosan betelepülő magyar rurális (Nádas-menti, székelyföldi, aranyosszéki, mezőségi, szamosháti) népességtől is markánsan, elválasztja.
A hagyomány úgy tartja, hogy Bocskai István, Erdély fejedelme hajdúkat telepített a Hóstátba, és a közvélemény az ő leszármazottaikat látja a hóstátiakban. A hóstátok lakossága Erdély minden részéről verődött össze. A legtöbben a közeli Kalotaszegről és a Mezőségről, a Kolozsvár közvetlen környezetében lévő falvakból érkeztek. Megélhetésük alapja a gazdálkodás, a földművelés és az állattenyésztés volt. Noha a 18–19. században is újabb bevándorlókkal gyarapodtak, oly egységes és sajátos kultúrát alakítottak ki, hogy a romániai magyar nemzetiség egyik kicsiny, de önálló néprajzi csoportjának tekinthetők. Hagyományaikat félvárosi mivoltuk ellenére is sokáig megőrizték; ennek egyik külső jeléhez, a földész viselethez az idősebb nemzedékek még ma is ragaszkodnak és erről könnyen felismerhetők.

## Ahóstátszó etimológiája
A hóstát szó Árpád-kori eredetű, a középkori oklevelekben beazonosítható alakjai Houstat (1262), Hostath (1476) - nem csak városok, mezővárosok, vagy váras helyek esetén használatos.

Az keresztény várak nem oly messze vannak;
Higgyed, Szigetvárban éh farkasok laknak,
Csaknem éjjel nappal ezt az mezőt járják,

Még az hóstádban is mieink nem laknak.
Az elnevezésnek az eredetét a nyelvészek egy része - későbbi előfordulások elemzése alapján - a német Hochstadt (jelentése felsőváros), avagy a Hofstadt (jelentése kertváros) szóból eredeztette, míg a nyelvészek másik része a szó eredetét az ugyancsak német Vorstadt (jelentése előváros) köznévből vezette le.
Egyes magyarázatok szerint a hóstát szó a bajor–osztrák eredetű Hofstadtból származik, amelynek jelentését a különböző szótárak és etimológiai vizsgálatok különbözőképpen magyarázzák. A hóstát jelenthet olyan telket, amelyen lakóház és major épült, de jelenthet külvárost, sőt végül udvarházat is. Szabó T. Attila értelmezésében az erdélyi hóstátok a városból kivezető utak mentén alkalomszerűen keletkezett, várfalakon kívüli településrészek voltak, amelyek a város körül össze is épülhettek. A hóstát szó eredetét és jelentését egészen sajátosan magyarázza a besztercei német tájnyelvkutató, a szász tájszótár főszerkesztője, Fritz Hozträger egyik magyar nyelvű, Szabó T. Attilához intézett levelében: szerinte a hóstát nem lehet a német Hochstadt származéka, mert a külvárosok nem fent (németül hoch) fekszenek. Ugyancsak ő utal rá, hogy a szászoknál a hofstat a régi szász falvak beosztását jelöli, azaz a hofstellét, ami olyan rész, amely minden falusinak kiosztódott.
A Hochstadtból való származásra is vannak bizonyítékok. Például Debrecenben felsőváros jelentésben is használták. Feltehetően a bajor Hofstadt (udvarhely, előváros) szó félreértelmezése (Hochstadt) következtében kapta a hóstát szó a „felsőváros”, ’a legmagasabban fekvő városrész’ jelentést, és terjedt el később az ennek megfelelő szóhasználat. É. Kiss Sándor, Nemes Lajos és Sebestyén Árpád is ezt fejtegetik tanulmányaikban.
Egyes Dunántúli városok esetében a hóstátok nem alkalomszerűen kialakult elővárosok, külvárosok (Vorstadtok) voltak, mint Kelet-Magyarországon, hanem a török korban tervszerűen kiépített erősségek, katonavárosok. A török háborúk konzerválták a kétsejtű városépítést: az eredeti belső váron kívül egy sokkal kezdetlegesebb, telepített, bekerített településrész, váralja, suburbium található.

## A kolozsvári hóstátok eredete

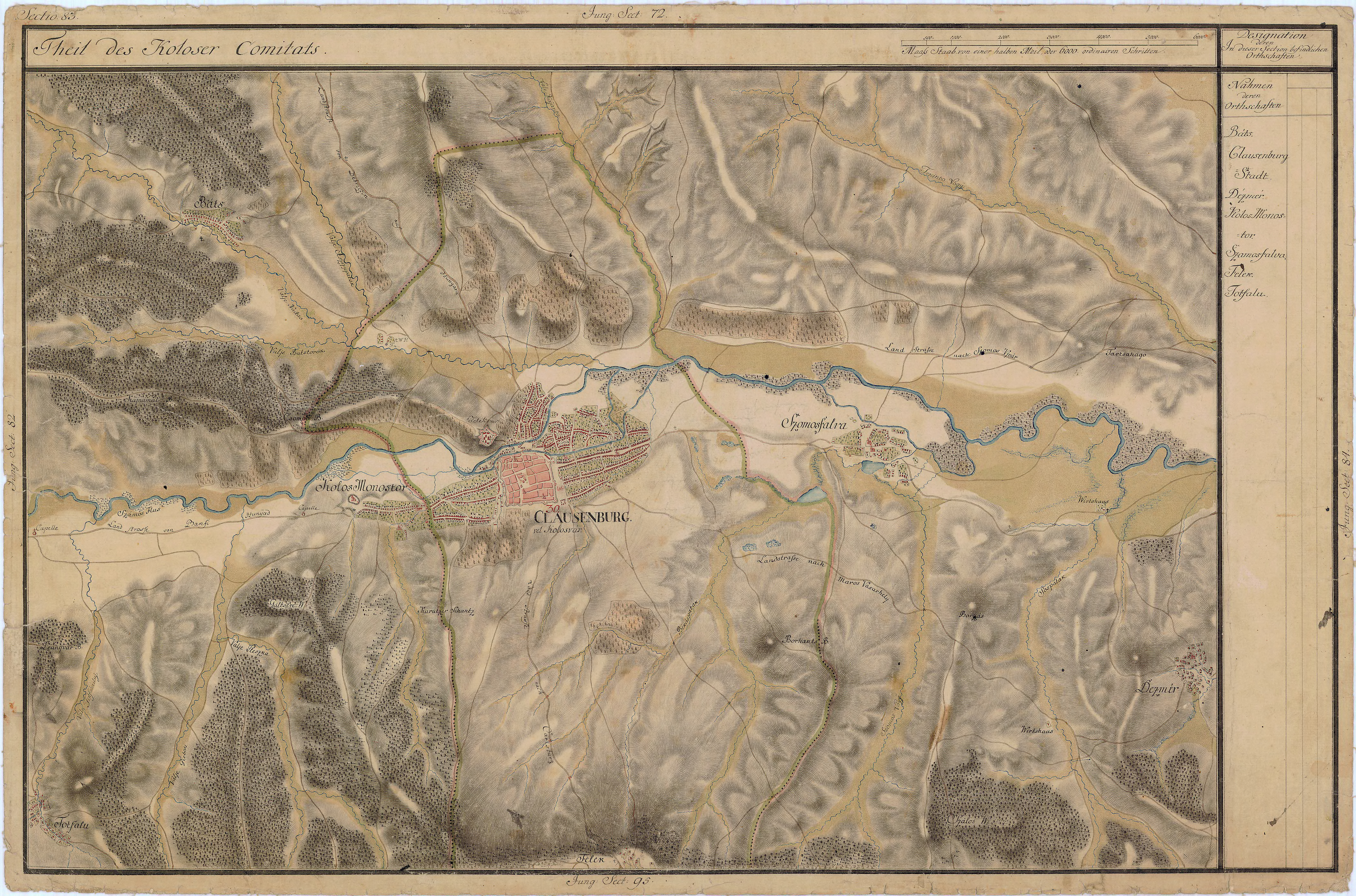
Az 1769-1773 között készült jozefiniánus térkép Kolozsvárról és környékéről. A falakkal körülvett város körüli területek a hóstátok

Kolozsvár elővárosairól 1564-ből származik az első írásos feljegyzés, mégpedig egy olasz testőrezredes, Giovanandrea Gromo jelentése, amelyben többek között arról számolt be, hogy a városnak három nagy elővárosa van, mégpedig: „egyik délre egy mérföldnél nem kisebb, másik észak felé, ez két mérföldre terjed, a harmadik kelet felé, ismét jókora nagy”. Az égtájak tekintetében azonban tévedett. Tordáról indult, de nem a rövidebb, erdőfeleki utat választotta Kolozsvár felé, hanem a hosszabbikat Ajtonon és Györgyfalván keresztül. Itt azután hirtelen nyugatra fordulva, a Békás mellett haladva érte el Kolozsvár keleti bejáratát, a Középkaput, tehát amit ő déli külvárosnak gondolt, az tulajdonképpen a kelet felé elterülő Farkas, Közép és Magyar utcai fertályok hóstátja, amit északinak tartott, az a várfalon kívüli Széna és Monostor utcák városrésze, s minthogy azt két mérföld hosszúra becsülte, bizonyos, hogy hozzászámította a velük csaknem összeépült, Kolozsmonostor falut is. A tőle keletinek mondott külváros nem más, mint az északi irányban elterülő Hídelve és Kétvízköz.
A 16. századi forrásokban, amikor e városrészekről először esik magyar nyelven szó, a külvárosokat következetesen hóstátnak nevezik. Ezzel a megnevezéssel több magyar városban is találkozni (Sopron, Eger). A 16–19. századi iratokban valamennyi kolozsvári városnegyed falakon kívüli részét hóstátnak nevezték (hídelvei hóstát, kétvízközi hóstát, Külső-Közép utcai hóstát, Külső-Magyar utcai hóstát, monostori hóstát), sőt a 19. század elejéről arról is maradt adat, hogy a házsongárdi domboldalt is hóstátnak mondták.
A kolozsvári hóstátok egyik első említése Heltai Gáspár 1575-ben megjelent Magyar krónikájában található: „Közel Kolozsvárhoz a napnyugati kapu előtt csaknem a Hottstadba vagyon egy apáturságos kalastrom”. 1601 decemberében Szamosközy István arról írt, hogy Báthory Zsigmond az „alsó hostátban az pap házánál szállott meg”. Az 1611. november 22-én kelt városi tanácsi jegyzőkönyvben olvasható a „külső Hoppstadbelj Magyar es Szaz rend” megnevezés. A „Hoppstadtbeliek” kifejezés a következő év január 14-én megtartott tanács jegyzőkönyvében is olvasható. 1616. augusztus 6-án a városi sáfárpolgár említi „az Hostatokban […] Paxi Lukazj haza”-t. 1629. április 28-án ugyancsak a sáfárok számadáskönyvében tesznek említést róla: „Erkezek Nagy Imre, Gombos Andras Hadnagya… az Hoffstadban megh zaluan”. 1629. június 20-ról a következő feljegyzés származik: „Erkezek Payor Demeter Vrunk Parancholattyat hozuan… az Haidu katonák felöl, hogi az Hoff stádban zallainak kett szazán”. Szintén a sáfárok könyvéből származik az 1630. február 2-án kelt bejegyzés, ami említi a „Hoff stad”-ot.
A magyar nyelvű okiratokban változó alakban jelenik meg az elnevezés, de feltételezhető, hogy a mindennapi beszédben az eredeti, vagy a német változathoz közelebb álló formát használták, mivel a város lakosságának egy jelentős része ebben az időben szász volt. Herepei János kolozsvári helytörténész azt a következtetést vonta le, hogy a hóstát szó valóban a német Hoffstadtból eredeztethető. Szerinte ezt a megállapítást támogatja a Hoppstad alakváltozat is, hiszen a hangváltozás csak egyetlen mozzanatra, a képzés helyére korlátozódik. A magyar nyelv a megelőző magánhangzó egyidejű pótlónyúlásával feloldotta a mássalhangzó-torlódást. Megállapításakor Herepei más hasonló, Erdélyben előforduló alakváltozásokra is alapozott.
A hóstát szót nemcsak a magyarok, hanem a kolozsvári szászok is használták, ennek bizonyítékai Segesvári Bálint krónikái 1630-ból és 1633-ból, amelyekben a kolozsvári Hostadról tesz említést. Az ezt követő magyar nyelvű forrásokban már szinte csak Hostat alakban fordul elő. Például a református harangoztatógazdák számadásaiban (1655. március 22.) „egy embernek a Hostettből” történik említése. 1660-ban a városi törvénykezési jegyzőkönyvben a következő olvasható: „ez kwlseo Hostat-beli Magyar uczay Sorompón kivül”.
Az 1585-ben megjelent Calepinus szótár a suburbia latin szót hostakként definiálja. Kolozsvár esetében azonban nem lehet a hóstátokat tulajdonképpeni külvárosoknak (suburbiumnak) definiálni, mert a középkori külvárosok történetük korai szakaszában rendszerint önálló települések voltak, egy-egy plébániatemplom körül. Ezzel szemben a kolozsvári hóstátokhoz az újabb kori eredet és az alkalomszerű kialakulás bélyege tapad. A hóstátok Kolozsváron nem önálló településként alakultak ki, hanem a városfalakon belül lakók mezőgazdasági területeinek összeolvadásával. Az, hogy a hóstát és a külváros fogalma összemosódott, annak köszönhető, hogy az egyre bővülő hóstátok körülnőtték a tulajdonképpeni várost. Ugyanakkor megjegyzendő, hogy Kolozsvár esetében a külváros, azaz a hóstátok területe soha nem alkotott jogilag és közigazgatásilag sem külön városnegyedeket. A városfalakon kívüli fertályok mind a városfalakon belüli fertályok (kivéve az Óvár) fő utcáiról kapták nevüket: Magyar utcai fertály, a Közép utcai fertály, a Farkas utcai fertály és a Monostori utcai fertály. Jelentős körülmény, hogy ezen utcáknak van falakon belüli és falakon kívüli része, tehát az illető fertály is két részből állt: falakon kívüli (extra moenia) és falakon belüli (intra moenia). Sőt még az Óvárnak is volt falakon kívüli része, a Hídelve. Erről a hóstátról maradt fenn a legtöbb korabeli adat. Ezt a városrészt a 16-17. században Neustadt, illetve Neustift néven említették az iratok. A név eredete valószínűleg onnan származik, hogy a Szent Erzsébet ispotály (németül stift) körül alakult ki. Hídelve kialakulása ahhoz is köthető, hogy az Óvárból induló, a Szamoson átívelő híd főjénél alakult ki, hasonlóan más európai városokhoz (München, Regensburg stb.).
A különböző hóstátokról szól Heltai Gáspár 1575-ben keletkezett leírása, valamint Szalárdi János 1660-as krónikája II. Rákóczi Györgyről a következőket írja: a fejedelem Kolozsváron beszállván, népét is, „melly a kerítésen belől nem férne a kétfelől való hostattokba s Monostorra szállította vala”. Ugyanebben a kontextusban használja a kifejezést Broser Péter is, az 1690. december 10-én kelt feljegyzésében: „a tatár tábor[…] mely napon a hostátiakat rútul felégette az egész hidelvét, külső magyar-utczát, farkas-utczát”.
A hóstátok vizsgálata során külön kérdés, hogy a városból kiinduló fontos utak mentén önálló települések alakultak ki, mint például Szentpéter falu, amely a későbbiekben összenőtt a várossal. A helytörténészek körében mai napig kérdés, hogy az ilyen esetekben az összenövés a falu felől haladt, vagy a város felől. Szentpéter falu esetében, egy 1370-ben kelt oklevél arról tesz említést, hogy Kolozsvár keleti, Szamosfalva felé eső szélén (prope metas ville Zamus falua) a lakosság egy halastavat létesített. Ez azt jelenti, hogy a 14. század első felében Kolozsvár határai már túlléptek Szentpéteren.
A megszilárduló, állandó ottani tartózkodásra is alkalmas külvárosok lakói közül soknak belvárosi ingatlana is volt, ezért ostromok idején behúzódtak a városba, ahol még évekig éltek. E kettős birtoklás miatt ostromok idején a külső részek elpusztítása a falakon belül élők számára is rendkívül jelentős veszteség volt. Ezt természetesen az ostromlók is tudták, és a város megtörése érdekében rendszeresen felgyújtották a külvárosokat.

## A hóstátok alakulása a történelem során

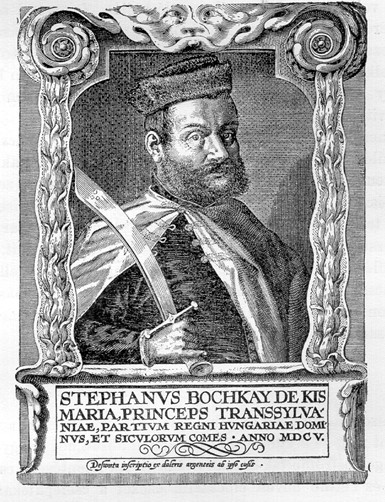
Bocskai István

A hagyomány úgy tartja, hogy Bocskai István, Erdély fejedelme hajdúkat telepített a hóstátokba, és ezek szerint a közvélemény a hajdúk leszármazottait nézi a hóstátiakban. Az igazság azonban okleveles bizonyítékok hiányában nem állapítható meg. E hagyomány akár igaz is lehet, hiszen  a kolozsvári várnak már igen régtől fogva volt kapcsolata a mai hajdúterületekkel, ahol falvai voltak. Ilyenformán Kolozs vármegyében és vele együtt Kolozsváron is letelepedhettek a török elől menekülő alföldi magyarok. Később pedig a háborúk hiányában mihez kezdeni nem tudó hajdúkból is telepíthettek itt le néhány családot.
Kelemen Lajos szerint I. Rákóczi György fejedelem telepítette a városba a református hajdúkat, hogy az unitáriussá lett Kolozsváron befolyását erősítse. A hajdúeredet kérdése azonban a mai napig nyitott, bizonyítékként csupán a hajdúságban és a hóstátiak körében is egyaránt előforduló családnevek szolgálhatnak (Hatházy, Gombos, Köleséri stb). Fontos adat olvasható Kolozsvár város 1587. szeptember 4-i közgyűlési jegyzőkönyvében:
Ami a magyarországi jövevény atyafiak dolgát nézi, mostan sem végeznek felőlek különben, mint fennebb július 17-én végeztek volt…
Ez a szűkszavú adat sokat nem mond a hajdúkról, csak „magyarországi atyafiakról”. Ebből az adatból csak egy a bizonyos, hogy: „magyarországi” betelepülőkkel volt gondja a városnak.
Kolozsvár népessége gyors ütemben gyarapodott Basta és Mihály vajda rémuralma idejében is. Általában feltehető, és adatokkal is igazolható, hogy a hóstátok lakossága Erdély minden részéről verődött össze. A legtöbben a közeli Kalotaszegről és a Mezőségről érkeztek. A betelepültek zöme pedig a Kolozsvár közvetlen környezetében állott falvak lakosságából adódott. A kalotaszegi iparosok a sok háború zaklatása elől szívesen húzódtak be Kolozsvár védelmet nyújtó falai közé, ahol mindig nagy számban akadt üres ház. Az iparosok nagy része, akiket mesterségük nem helyezett kívül a várfalakon (pl. fazekasok, tímárok, molnárok stb.), a városba települtek, más részük pedig a külvárosokba. Egy 1564–65-ből való leírás azt mondja Kolozsvárról, hogy a várfalakon kívül három külvárosa van.
Egyik délre (helyesen nyugatra), egy mérföldnél nem kisebb, második észak felé, ez két mérföldre terjed, harmadik kelet felé terjed, ez is jókora, de kisebb az előbbi kettőnél.
Figyelembe véve, hogy Kolozsvárnak a múltban nagy birtokai voltak, amelyeken a gazdálkodást jórészt közösen végezték, akkor érthető, hogy a környékbeli lakosság, de a távolabbiak is ezeknek a birtokoknak a közvetítésével szivárogtak a hóstátokba, onnét pedig a városba is. A földművelő elem természetesen a hóstátokban maradt, de már ők is élvezték a városi polgárjogot, amennyiben a város úgynevezett „százak tanácsába” a hóstátiakat is beválasztották. A választás és az ezzel járó közterhek alól való mentesség azonban csak akkor emelkedett jogerőre, ha a megválasztott beköltözött a város falain belülre. Ezáltal nagyon sok földműves került a városba és a város mezőgazdasági jellege egyre csak fokozódott, mert a gazdálkodók magukkal vitték a város falai közé előbbi életmódjukat és annak tartozékait. Az említett polgárjogokkal való felruházása a hóstátiaknak visszahatott a hóstátokra is, amennyiben ezek a módosabb gazdák kinti birtokukat, a kertjeiket, portáikat megtartották és tovább építették. 1704-ben egy feljegyzés szól arról, hogy a város tizenegy hónapig állotta Rákóczi ostromát:
… külső birtokuk, marháik s jószágaik elpusztulása s bármelyik hazai mezővároshoz hasonló három külvárosuk, az ott levő rendek költséges építései, majoraik, kerteik, malmaik s más épületeik felégetése, hamuvá tétele, melyeknek létét csak helyök s romjaik tartják szomorú emlékezetben; aratásuk már semmivé lett, s most a szüret menendő semmibe; még csak az kell, hogy ne is vethessenek, szőlleiket el ne takaríthassák, s akkor előre odavan jövő évi fennmaradásuk alapja és reménye. Hogy akkor mire jutnak, ítélje meg az Isten és világ!…
Ez bizonyítja, hogy Kolozsvár megélhetésének az alapja az elmúlt századokban távolról sem az ipar és a kereskedelem, hanem a gazdálkodás, a földművelés és az állattenyésztés volt. Kolozsvár éppen úgy, mint bármelyik alföldi nagy határral rendelkező város, mezőgazdasági város volt. Ezt a jellegét csak a 19. század közepén kezdte elveszíteni. A várfalakat lebontották és az az addig a falak közé szorított mezőgazdasági város teljesen a mai értelemben vett várossá lett.

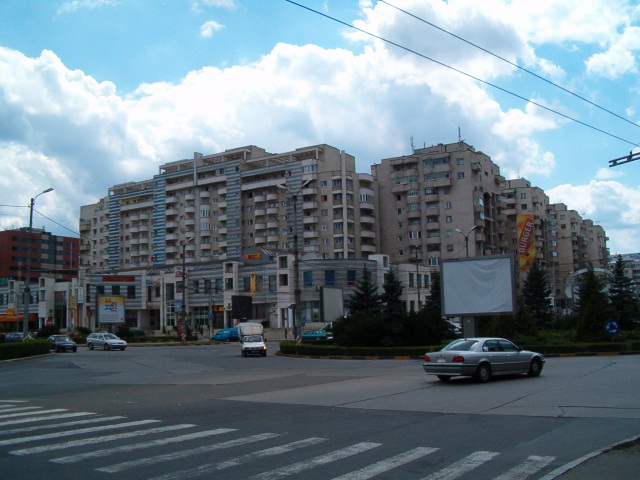
A Magyar utca mentén, az egykori hóstáti porták területén kialakult Mărăști-lakótelep

A várost érintő történelmi események közül a kommunista/szocialista állami berendezkedés érintette a legjobban a Hóstátot. A második világháború után megszüntették a magántulajdont, vagy legalábbis minimális szintre csökkentették azt. Ezáltal a földészek már nem művelhették saját földjeiket. A hagyományos mezőgazdász életforma átalakulása az 1970-es években kezdődött, amikor a hatalom elrendelte az új lakótelepek megépítését a városban. A ma élő hóstátiak életében ez fordulópontot jelentett, fontos szerepet jövőbeni identitásuk megalkotásában. A bontások ténylegesen 1967 októberében kezdődtek, amikor a Román Kommunista Párt Központi Bizottsága eldöntötte elfogadta a romániai települések általános területrendezési tervét. Ezzel indult meg az országban a falurombolás, a városok átalakítása a szocialista ízlés szerint, a történelmi városközpontok felszámolása. Ez a folyamat Kolozsváron 1979-ben kezdődött el, s az úgynevezett „szisztematizáció” jegyében felszámolták Kolozsvár egyik leghomogénebb és összetartóbb magyar közösségét. A hóstátiak java része a Mărăști-lakótelepi tömbházakba kényszerült, vegyülve a környék falvaiból érkező románsággal.
Újabb változás az 1989-es rendszerváltás után következett be. A magántulajdon visszaállításával és a földek úgynevezett visszaszolgáltatásával a hóstáti gazdák három lehetőség közül választhattak: eladás, bérlés, magántulajdonként való hasznosítás. Hamarosan megjelentek a befektetők, felvásárlók, viszonteladók, a szántók és zöldségesek helyén az „újgazdag” réteg házai épültek. Ilyen körülmények között felgyorsult a gazdálkodó életforma feladása, egyrészt akik eladták földjeiket, különféle vállalkozásokba fektették pénzüket, másrészt viszont vannak, kik családi összefogásban visszatértek a régi zöldségtermesztő, piacozó életformához.
A változásoknak két iránya volt, egyrészt területi, másrészt foglalkozásbeli. A területi szétszóródás (Kerekdomb, Irisztelep, Bulgáriatelep, Cukorgyár utca környéke, Kölesföld, Tóköz) következtében felbomlottak a hagyományos hóstáti utcaközösségek, szomszédsági kapcsolatok fellazultak. A foglalkozási szerkezet is gyökeresen átalakult, a földek, javak elvesztése (kollektivizálás), a megszorítások felgyorsították az életforma váltást, megnőtt a gyári munkások aránya. Itt generációs különbségeket is észlelhetünk: a 60 éven felüliek még földészeknek tekinthetők, a középnemzedék esetében két kategóriát lehet felállítani: azok kik csak gyári munkát vállalnak, és azok kik az ipari foglalkozás mellett még folytatják a gazdálkodást, a fiatal generáció már inkább a feladást választja, nem vállalják a kettős életformát.
1949-ben a hóstáti közösség szervezeti keretei is megszűntek, a dalárdába (énekeskör) csak a még gazdálkodó öregek jártak és néhányan a középgenerációból, a kultúrházat elveszítették, amely a fiatalok számára addig lehetőséget nyújtott az együttléti alkalmak megszervezéséhez, találkozáshoz. Csökkent a közösség belső kohéziója, a közösséghez való tartozás érzése gyengült, ezt bizonyítják a párválasztásban is bekövetkezett változások. Egyre többen kezdtek kiválni a közösségből, más társadalmi rétegekbe olvadtak. Elmosódtak a határok nemcsak a hóstáti körzetek között, hanem más városi rétegekkel szemben is, így kialakult egy ipari munkás és egy értelmiségi réteg is. Az exogám házasságok elfogadottá váltak, ez nem jelent etnikai értelemben vett kiházasodást, nem jelent vegyes házasságot, inkább a házasságkötő földműves réteg eltűnését jelzi. A párválasztás tükrözi a csoport belső viszonyainak, a csoport és környezete viszonyának alakulását.
A rendszerváltozás után, 1995-től a közösség élete fellendült: újraalakult a Hídelvi Kalandos Társulat, a Máramaros utcai kultúrház és a fiatalok Virágos Táncegyüttese.

## A hóstátiak lakta területek

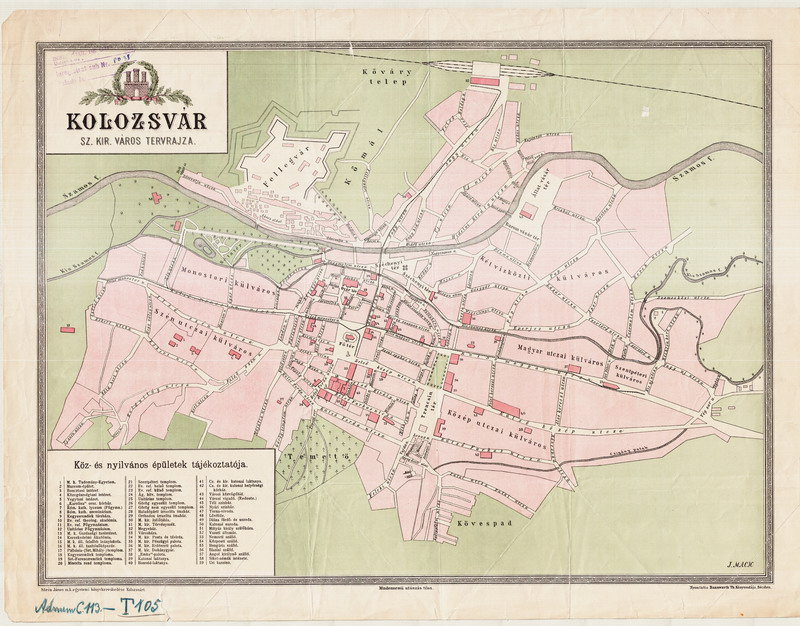
Kolozsvár térképe 1895-ből

A hóstátiak lakta területek legnagyobb kiterjedésüket a 19. század végén, 20. század elején érték el: délkeleti, keleti és északi irányban a mai Pata utca (ma Nicolae Titulescu) eleje, a Kövespad (ma Aurel Suciu), a Borháncs (ma Borhanci), Berek utca (ma Livezii), a vasútállomás vonaláig terjedtek, a Fellegvár északi oldalán pedig a Kőváry László alapította negyed házai álltak a Kismezői temető szélén. E külső vonal és a belváros közötti területen éltek a hóstátiak – mindenhol többé-kevésbé vegyesen a nem földész lakossággal és a hóstáti magántelkek közé ékelődő nagy majorgazdaságokkal, amelyek az egyházak, a város, illetve nem hóstáti gazdák tulajdonai voltak. A következő utcákban laktak hóstáti földészek:
1. Kül-Közép utcai külváros: Kül-Közép (ma Dorobanților), Kül-Farkas (ma Traian Moșoiu), Pata (ma Nicolae Titulescu), Kövespad (ma Aurel Suciu), Felső-Kereszt (ma Pitești), Alsó-Kereszt (ma Petőfi Sándor) utca.
2. Kül-Magyar utcai külváros: Kül-Magyar utca (ma 22. Decembrie 1989), Szentpéter (ma Buftea), Kis-Új utca (ma Crinului), Nagy-Új (ma Ciocârliei), Bethlenkert (ma Iazului) utca.
3. Kétvízköz: Dézsma (ma Dijmei), Eperjes (ma Galați), Lázár (ma Gheorghe Lazăr), Pap (ma Paris), Apor (ma I. C. Frimu), Csertörő (ma Scorțarilor), Berek (ma Livezii), Krizbai (ma Mărășești) utca.
4. Hídelve: Nagy utca (ma Horea), Új utca (ma Decebal), Kis utca; az ezeket összekötő sikátorokban, valamint a Kőmál oldalán és a később alakult Kővári-telepen a Kismezői temető mögött.[26]

## Demográfia
A Hóstát lélekszáma alakulásának vizsgálatához nagyon kevés adat áll rendelkezésre. A közösség alakulását a legrészletesebben Pillich László, Vetési László és Vincze Zoltán 1984-ben készült munkája, A kolozsvári hóstáti közösség népesedési és szerkezeti alakulása 1899–1980 vizsgálja. Ebből a tanulmányból megtudható, hogy a 19. század végén, a 20. század elején a kb. 50 000 lakosú városban 483 hóstáti család élt‚ ami 1900 főnek felelhetett meg. Vagyis az akkori lakosság 4‚03%-a volt hóstáti. 1914-ben 665-re nőtt a hóstáti családok száma (kb. 2660 fő). Ezekből 180 család a Kül-Magyar utcában lakott. A birtokok átlagterülete 131 négyszögöl‚ a hozzá csatlakozó kertjük kiterjedése 269 négyszögöl‚ külsőségük átlag 5‚69 hold volt, így az első világháború előtt ők voltak a leggazdagabbak. Népesség szempontjából azonban a hídelviek álltak az első helyen (193 család). Utánuk a Kül-Közép utcaiak következtek 5‚6 holddal családonként.
Ugyancsak az említett munkából adatszerűen is kitűnik az a rég ismert tény‚ hogy a hóstátiak nagy többsége 10–15, gyakran előforduló családnevet viselt‚ 1899-ben ilyen volt a Butyka‚ Diószegi‚ Gombos‚ Kilin‚ Kiss‚ Kovács‚ Nagy‚ (Zágoni-) Szabó‚ Szász‚ Szilágyi‚ Török. A Kül-Magyar utcai hóstátiakra különösen az Albert‚ Bertalan‚ Boldizsár‚ Borbély‚ Butyka‚ Dezső‚ Furu‚ Füzi‚ Hatházi‚ Karsai Kászoni‚ Kiss‚ Kocsárdi‚ Nagy‚ Rácz, Szalma‚ Tárkányi nevek voltak jellemzőek. A Kül-Magyar utcai hóstát az északra eső szomszédos kis utcákat is felölelte. 1941-ben a kerület 117 hóstáti családja 46 nevet‚ 1979-ben a még azonosítható 30 család 21 nevet viselt. Ezt összevetve az 1914-es adattal‚ amikor az összeszámlált 180 család mindössze 57 nevet számlált‚ kitűnik‚ hogy a hóstáti közösség belső bomlását a névanyag felhígulása is tükrözi. A belső kohézió jele volt még a körzetenkénti endogámia is. Eleinte lehetőleg csak ugyanazon körzetbeli hóstáti fiatalok házasodtak‚ ha egy legény más körzeti lánynak próbált udvarolni‚ könnyen megcsúfolták a leány körzetének legényei. A közösségek összetartásának lazulását jelentették a körzetek közötti házasságok.
A 19. század végén Kolozsvár közigazgatási rendszerét is átalakították, és az egykori tizedek elveszítették önkormányzati jellegüket, 1888-ban pedig a tizedeket végképp felváltották a kerületek. A városnak öt kerülete volt (Belváros, Alsóváros, Kétvízköz, Hídelve, Felsőváros) valamint 1895-től, a városhoz csatolás után, Kolozsmonostor lett a hatodik kerület. A hóstátiak így elveszítették azt az önállóságukat, amit a korábbi rendszer biztosított számukra, azaz nem választhattak már önálló tisztikart. Ettől a pillanattól kezdve a hóstátok városi kerületekké váltak és ekkor kezdődött meg a hóstát népmozgalmi élete, amely során a város köré újabb peremkörzeteket alakított ki (Kerekdomb, Irisztelep, Bulgáriatelep, Cukorgyár utca környéke, Tóköz, Kölesföld, Borháncs, Alverna és Békás). Az 1910-es évektől új jelenségként az anyahóstátból kiszorulók a külváros egyes körzeteiben telepedtek le‚ s így új hóstáti körzetek keletkeztek a külvárosban. A Kül-Magyar utcaiak például a Tóköz‚ Cukorgyár utca és Bulgária-telep tájára telepedtek át szívesebben. Ezek közt az új negyedek és az anyahóstátok közt a rokoni és a házasodási kapcsolatok szorosak voltak még az 1940-es évekig.
Ez volt az a folyamat, amelynek eredményeként egy településföldrajzi megjelölés, amely mintegy két évszázad alatt a város jellegzetes arcélű és sajátos funkciót betöltő körzeteinek, az azokban lakóknak körzeti azonosítója lett, alig egy-két emberöltő alatt fokozatosan olyan identitásjelzővé vált, amely az egykori hóstátokból az újabb külterületekre kiszorult hóstátiakat, immár mint törzsgyökeres kolozsvári polgárokat az újonnan érkezőktől, a folyamatosan betelepülő magyar rurális (Nádas-menti, székelyföldi, aranyosszéki, mezőségi, szamosháti) népességtől is markánsan elválasztja.
Az 1970-es években kezdődött el a hóstáti közösségek felbomlása. A férfiak szinte kivétel nélkül valamilyen állásban helyezkedtek el, és legfeljebb szabadidejükben végeztek földészmunkát is. Az asszonyok idősebb nemzedéke még erejéhez mérten gondozta a kerteket. A fiatalabb generáció már tanult‚ s legjobb esetben falusi származásúval kötött házasságot‚ aki értett valamelyest a földműveléshez de többségük inkább a „tömbházéletet”‚ a jellegzetes városi életformát választotta. 1979-ben a tanulmány összeállítói a Kül-Magyar utca körzetében 69 hóstáti családot találtak‚ amiből földműves volt 30‚ kettős életformájú 19‚ nem földműves 20‚ de azt is kimutatták‚ hogy a földművesek szinte kizárólag 45 év felettiek‚ s a kettős életformájúak száma is elenyészően csekély a 45 év alattiaknál.
Ez az állapot az 1970-es években érte el tetőfokát, amikor elkezdődtek a nagyszabású városrendezési tervek, amelyek során tömérdek házat lebontottak, utat engedve a tömbház-rengetegeknek. 1985 táján jóformán az egész Kül-Magyar utcai hóstátot és a Kül-Közép utcai nagy részét lebontották‚ s a kitűnő termőföldekre‚ az egykori kertek helyén az 1980-as évek elejére rendre tömbházak emelkedtek. A hóstátiak kisebb közösségei – szinte kizárólag idősebb emberek – egy-egy városperemi körzetben húzódtak meg‚ ahol még kis kertet bérelhetnek; a többség – nemegyszer az egykori kertjükbe épült – valamelyik tömbházban kapott lakást.

## Hagyományok és kultúra

### A hóstáti jelvény
A hóstátiak hagyományos jelvénye a búzakalászokat markoló kéz. Ennek eredetére nincs adat, viszont annyi bizonyos, hogy már igen régóta (1647-óta) hóstáti jelvény. A Házsongárdi temető számos sírkövén látható, hogy egy kinyújtott kar búzakalászokat és két szőlőfürtöt tart. Ennek vallási jelentősége is van, de valószínűleg az egykori gazdák szőlőtermesztésére utal.

### A hóstáti gazdaság
A hóstáti porták rendszerint tágasak, több épületből állnak, egy központi udvar köré szervezve. Minden porta rendszerint két házból áll: az úgynevezett első, amelyik mindig az utcára néz, illetve a kis ház, amelyik rendszerint a nyári konyha szerepét töltötte be. Az első házat tulajdonképpen csak ünnepi alkalmakra használták, itt volt berendezve a tisztaszoba is. Az utcára néző ház homlokzata magas, két magas ablakkal. A legtöbb háznak tornáca is van. A kapu rendszerint két részből áll: a fedett kisajtó, valamint a deszkából (az utóbbi időkben kovácsoltvasból és lemezből) épült kétfelé nyíló nagykapu. A kisajtó homlokzatára vagy oszlopára mindig felírták az építő nevét és az építés évét.
Az egykori hóstáti porták berendezése csak nagyon kevés helyen őrződött meg. A berendezés rendszerint egyforma volt. Jellegzetes darabjai a nagy, barnára festett kelengyés láda, a sok párnával felterített és díszes takaróval fedett ágy. A porcelán kancsók, csészék tárolására alkalmas festett fogas vagy színes telázsi (polcos szekrény). Jellemző még, hogy a szobák falai körös-körül vannak rakva képekkel, fényképekkel: vallási témájú, történelmi témájú és családi fényképek váltakoznak.
A hóstáti udvar is rendeltetésszerűen van felosztva. Az udvar első része rendszerint az asszonyok birodalma volt, ennek bizonyítékai a tornácra kiaggatott edények, kosarak. A főzést rendszerint a kis házban bonyolították le, ennek oka az volt, hogy szerették a tiszta házat, márpedig nyáron a légytől alig lehetett megóvni a házat, ha bent főztek volna. Az udvar közepe táján nagy „rakópajták” állnak. Ezek egyszerre voltak csűrök és istállók is. Ez az épület választotta el az udvart a kerttől. Ez utóbbit rendszerint a csűrön át lehetett csak megközelíteni. Gazdasági jelentőségük mellett a csűröket mulatságok megrendezésére is használták. A rakópajtákban aludtak a cselédek is. A hóstátiak, ha csak tehették, soha sem fogadtak idegen nemzetiségű cselédeket. A szolgálók nagy részre Székről származott.
A kolozsvári hóstátiak megélhetésének az alapja az elmúlt századokban a gazdálkodás, a földművelés, meg az állattenyésztés volt. Ezen kívül a szőlőművelés, fuvarozás is biztosította megélhetésüket. A hóstátiak hagyományőrzők voltak, de ez nem jelentette azt, hogy gazdálkodási módszereiken ne változtattak volna. A gyors ütemben növekvő városi lakosság igényeit csak úgy tudták kielégíteni, ha olyan állatfajtákat tenyésztettek, amelyeknek nagyobb volt a hús és tejhozama, a zöldségtermelést pedig századunk első évtizedeiben a külterjes gazdálkodásról a belterjességre való áttéréssel növelték.
A 19. században, a város északi részében (a mai Bulgária-telep területén) megtelepedett bolgár kertészek hatására tértek át az öntözéses zöldségkertészetre, átvették a kertgazdálkodás módszereit, egy-kétéves időtartamú tanfolyamokat szerveztek, amelyek során a gyümölcs- és zöldségtermesztésben jártas szakembereket képeztek ki.

### Viselet
A kolozsvári hóstátiak életmódjuknak és szokásaiknak megfelelő sajátos népi öltözetet is kialakítottak. Ellentétben például az utólag Kolozsvárhoz csatolt falvakkal, ahol a népesség rendszerint viselet nélküli lett, a városi földészek, azaz a hóstátiak, megőrizték sajátos viseletüket. Ez a viselet nagyjából megegyezik a többi erdélyi város magyar földműveseinek viseletével, és az évszázadok alatt keveset változott.
A férfiak öltözetének jellegzetes darabjai a lobogó ujjú, gallértalan ing, a ráncos bőgatya, a szürke vagy kék, ellenzős, zsinórozott díszítésű, rézpitykés lájbi (mellény). A harisnyára lágy szárú, ványolt elejű, vékony talpú, magas sarkú fekete csizmát húztak. A hóstáti férfiak feltört karimájú fekete szőrkalapot tettek. Ünnepi alkalmakkor fekete csokornyakkendőt tettek, munkában pedig surcot (kötény) használtak a nadrág védelmére. A 19. század második felében a hóstátiak körében is divat lett a fekete zsinóros magyar viselet. Ekkor jött divatba a galléros ing, azaz a forhamentlis ing, a fekete lájbi, az ónpitykés fekete pruszli (azaz mellény vagy pruszlik, puszli), a zsinóros és vitézkötéses fekete harisnya, a felül szőrzsinórral szegett kemény szárú csizma ráncba szedett ragyogóval, a zsinóros díszű fekete szőr és a vitézkötéses, kötött gombos fekete ujjas. A nem fekete (ritkábban kék vagy barna) bújbelét (untercikk) már csak viselőnek hordták. A 20. század elején a ráncos csizma és a hímzett lájbi kiment divatból, a kalap is puhább lett, karimáját beszegték, a csokornyakkendő pedig szinte eltűnt. Az első világháború után a téli öltözetben megjelent a prémes gallérú bekecs. A gombkötőmesterség kihaltával a zsinóros mellényt felváltotta a gombos, és divatba jött a priccses nadrág és a kétsoros gombolású kiskabát.
A női öltözeten a 18. századi nyugati eredetű polgári öltözet vonásai ismerhetők fel. A évente változó divatok azonban nem érintették a viselet általános jellegét. A 19. század második felében az idősebb asszonyok egyszerre több szürkés vagy barnás színű, bő ráncú, rövid szoknyát hordtak, ezáltal szélesítve csípőjüket. A rövid szoknya a járást könnyítette. Nyáron a legfelső szoknya mindig kartonfersing (finom, fehér gyolcsból készült vállas szoknya) volt. A felsőtestüket testhez álló ujjassal fedték. A menyecskék fersingje és ujjasa világosabb színű volt. Télen barna bujkát hordtak, fejüket zöld vagy piros félselyem keszkenővel (kendővel) védték. Ezt közvetlenül a fejtető alatt tűzték meg. A hajukat fonatban viselték, a lányok piros szalagot kötöttek végébe. A lábbeli rendszerint piros bőrszegésű, oldalt varrott, magas sarkú csizma volt (kapnis zseblóbőr csizma). A kerti munkát rendszerint mezítláb végezték. Minthogy életüket a kerti munka töltötte ki, nem foglalkoztak szövéssel és varrással. Mindössze fehérneműt varrtak télen, de azt is boltból vásárolt anyagból. A mezőre járó ruhát (piros vagy kék szoknyát, rövid ujjú lékrit és hátrakötött kendőt) a 20. században kiegészítette a bőrszandál, amelyet a második világháború óta teniszcipő váltott fel. 1940 tájától melles köténnyel kímélik a ruhát a munkában. A nyári piacjáró ruha ugyancsak piros vagy kék kartonfersing, fehér sujtásos, apró mintás lékri (blúzféle), előrekötött kartonkendő, valamint szandál vagy cipő. A templomba járó ruha nyáron az „indián” anyagból készült fehér kombinéra és 2–3 kikeményített gyolcs alsószoknyára vett egyszínű, bő zsorzsettszoknya és ugyanebből az anyagból készült, alól fodros blúz. Táncba a lányok rövid ujjú blúzt vettek. A lányok nyakukon 5–6 sor, feszesen fölkötött piros korallgyöngyöt viseltek. A szoknya alig térden alul ért. A magas sarkú, orránál lyuggatott díszű kaplis, lakkos csizma kemény szárát vörös bőrszegély szegte. A ruhaanyagok soha nem voltak tarkák és mintásak, de a hóstátiak körében nagy népszerűségnek örvendett és örvend mai napig a fehér babos mintázat.
Télen a csizma alá még fekete patentharisnyát hordtak, s az alsóneműt kötött bugyi vagy – nagy hidegben, piacon – férfias hosszú gatya egészítette ki. A téli alsószoknya flanellból, a felsőszoknya (fersing) és a hosszú ujjú lékri pedig apró fehér babos diftinből készül. Erre jött a barna vagy kék kockás lájbi, amelyre házilag kötött, elől gombolódó fekete gyapjúszvettert, legkívül pedig a csípőt is fedő, hátul dragonyos bundát vesznek. E kávészínűre festett bunda 1940 tájától váltotta fel a régi hárászkendőt. Utóbbit már csak a lakodalmi nyoszolyólányok veszik föl, amikor – ősi szokás szerint – a fejük nincs bekötve. Télen fejüket csipkés bársonykendővel kötik be. Ez az asszonyoknál sötétkék. Gyász alkalmával fekete kartonszoknyát és keszkenyőt viselnek, melyek néha fehér pettyezettek.

### Szokások
A hóstátiak alkalmi szokásai elsősorban a vallási ünnepekhez kapcsolódnak, mint a karácsonyi kántálás (éneklés), valamint a húsvéti locsolkodás.
A hóstátiak életében az egyik legfontosabb esemény a keresztelés. Az újszülöttet általában 3–4 napra keresztelik, korábban a pap házánál is, napjainkban a templomban. A korábbi hagyományok szerint az apa, a keresztanya, a bábaasszony egy-egy egylovas szekérre ültek. A gyereket a bábaasszony vitte, és csak a templomban, vagy a pap házánál vette át tőle a keresztanya és tartotta a keresztvíz alá. A keresztapa nagyon ritkán ment el a keresztelésre. Ez a hagyomány mára szinte teljesen kihalt. Napjainkban a keresztelés rendszerint a vasárnapi istentisztelet után történik, majd nagyszabású mulatság követi. Ennek eredetileg, az volt a célja, hogy pénzt gyűjtsön a gyermek számára. Szülés után az anya általában nyolc napig maradt ágyban, a szomszédok és a rokonság ilyenkor étellel kedveskedett. Ez a hagyomány is szinte teljesen eltűnt.
A hóstáti lakodalmak többsége a mai napig a hagyományoknak megfelelően zajlik. Az esküvőt a jegyváltás előzi meg. Erre az alkalomra a vőlegény felkér egy násznagyot és egy gazdát, akiknek társaságában kikérik a leányt. A leánykérő beszédet a násznagy mondja. A jegyváltás után való napokon a menyasszony és a vőlegény egy-egy ifjú legényt kérnek fel arra, hogy legyenek nagy és kis vőfélyek, akik a vőlegény és menyasszony rokonait, ismerőseit, szomszédjait meghívják a nászra, az esketést megelőző két-három vasárnap. A vőfélyek bibliai vonatkozású és áradozó stílusú rigmusokkal hívogatják a vendégeket. Ezek a rigmusok kísérik végig magát az esküvőt is, előbb a vőlegény, majd a menyasszony házánál. A templomba vonulás előtt a menyasszony elbúcsúzik családjától. Az esküvőn a fogásokat a vőfély konferálja be tréfás versekkel. A hagyományos lakodalom eredetileg több napig tartott, ezt a hagyományt ma csak ritkán tartják be. A lakodalmas nép a hajnalig tartó tánc után vonult a templomba, majd a papi áldás után visszatért a lakodalmas házba, ahol folytatódott a mulatozás.
Halálához közeledve a nagybeteg ember rendszerint úrvacsorában részesül, s ilyen esetekben a lelkész mindig házhoz megy. A halottmosást és az öltöztetést a család végzi. Temetés előtt megszervezik a virrasztót, ilyenkor vallási énekeket énekelnek. Ez napjainkban a költségek miatt általában elmarad. A hóstáti temetés mindig népes. Korábban mindig a halott házából temettek, azonban napjainkban a városban a halottas felvonulás tilos, így ez a szertartás a temetőre szorítkozik. A búcsúztató istentiszteletet a hóstáti dalkör énekei kísérik illetve ritkábban fúvószenekar. Sírba tevés előtt rövid imádságot mond a pap, s búcsúztató verset mond a kalandos nótárius. A torozás nem divat, de a sírásóknak pálinkát és ételt adnak.
A mai napig népszerű szokás a szüreti bál, amit korábban rendszerint egy-egy gazda csűrjében rendeztek, napjainkban pedig a visszakapott művelődési házban. Rendszerint szeptember utolsó szombatján szervezték. A szüreti bál eredete a hóstáti gazdák egykori szőlőtermesztési tevékenységére vezethető vissza. A színes népviseletbe öltözött csősz párok a délutáni órákban gyülekeztek a vendégfogadó gazda portáján, és hagyományos pózokban páros, majd csoportos fényképek és mozgóképek készültek róluk. Ez után énekszóval indultak a bíró által vezetett csősz párok a Hóstáti Kalandos Társaság kultúrházába, ahol a látványosan feldíszített teremben a szőlőgazda fogadta őket. A szőlőgazda kérdéseire a csőszbíró megadta az illő válaszokat, és énekszó mellett elkezdődött a párok bevonulása, majd táncos (a rendbéli) bemutatkozásuk, a talpalávalót rátermett zenekar húzta a közönség fergeteges tapsa közepette.

### Zenei élet
A kolozsvári földészek (hóstátiak) közül a hídelviek alakítottak először énekkart, a kor szokása szerint férfikart, 1882-ben. Szervezője Tóth Tamás alsóvárosi kántor-karmester volt. Ennek fizetését 1928-ig a református egyház állta. A dalkör alapszabályzatát 1904-ben hagyták jóvá, tagjainak száma ekkor 30–40 fő között váltakozott. Mivel egyházi énekkar volt, elsősorban egyházi eseményeken lépett fel (temetések, templomszentelések, stb.). A Romániai Magyar Dalosszövetség versenyein több alkalommal is szerepeltek, díjaikat Nagy Kálmán irányításának köszönhették. 1935-ben a Kolozsvári Földészek Bethlen Gábor Dalköre nevet vették fel. Ma továbbra is férfikarként működik, a liedertafel-hagyományok (munkáskórus, dalkör) ápolásával.
A rendbéli a kolozsvári hóstátiak jellegzetes táncrendje. A hóstáti rendbélit párban táncolják. A párok egy nagy kört alkotnak.
1. Minden hóstáti rendbéli a lassú csárdással kezdődik. A fiúk háttal a körben, a lányok a kör szélén, a fiúkkal szemben állnak. Két lépés jobbra, kettő balra, ezt háromszor ismétli a pár, majd forognak, ameddig a nóta refrénje tart. A forgás végén a fiú kiforgatja a lányt és a másik irányba kezdenek forogni, ugyancsak egy refrén erejéig, azután újra kiforgatják a lányt, és kezdődik minden elölről, mindaddig, amíg a prímás húzza.
2. A következő tánc a gyors csárdás, a lassú csárdás gyorsabb változata. Ugyanúgy táncolják, mint a lassú csárdást, de a ritmus gyorsabb.
3. A két csárdást a keringő követi, amely a hagyományos bécsi keringő kissé torz változata. Ez abból áll, hogy a hagyományos bécsi keringővel ellentétben itt minden forgásnál megakasztják a táncosok a lábukat. A párok maguk körül és a körben is forognak.
4. A harmadik tánc a lassú sottis. A fiú újra háttal a körben áll, a lány vele szemben. A lassú sottis dallama leggyakrabban a „Ritka árpa, ritka búza, ritka rozs” kezdetű népdal. Az első sor lejátszása után a párban a lány jobb oldala fele indul, a fiú vele szemben, tehát balra. Kettőt lépnek, majd kettőt vissza, és babaszerűen forognak egyet együtt, ezt ismétlik a nóta végéig.
5. A következő tánc a gyors sottis. Ugyanaz a felállás, mint a lassú sottisnál, de ennél a táncnál a pár közösen forog körbe, négy lépéssel, ezzel 90 fokot változtatva az eredeti felálláson, s amíg a lányt kiforgatja, a fiú négy lépéssel visszaáll a helyére. A fülbemászó dallamra a táncosok csuhojgatni szoktak.
6. A hatodik tánc az úgynevezett ugrálós. Ez a keringőnek a gyors változata. A párok körbe forognak, a keringő lépéseivel, ugyanúgy, minden lépésnél megakasztva a lábukat, amolyan „hóstátiasan”.
7. A kissé fárasztó ugrálós után következik a négyes. Ezt a fiúk háttal a körben, a lányok velük szemben táncolják, a „Jó estét kívánok” dalra. Négyet lépnek a lányok jobbra, a fiúk velük szemben, balra. Ezután ismét vissza négyet, majd önállóan forognak. Ezután kettőt-kettőt lépnek, ugyanúgy, mint a négyes lépéseknél, majd ismét forgás. Ezután összefogóznak, és ugyanazt táncolják, ezúttal párban, a forgás ugyanaz, mint a lassú sottis forgásánál.
8. A befejező tánc a gólya. Ezt az „Elfogyott a mákos tészta” dalra táncolják. A fiú átkarolja a lány nyakát, mellette áll és kettőt előre, kettőt hátra lépnek. A négy lépés után a fiú a lányt kétszer félig kifordítja, a két fél kiforgatás után pedig teljesen kiforgatja a lányt, és lépnek tovább az egyre gyorsuló ritmusra.

## Vallási élet

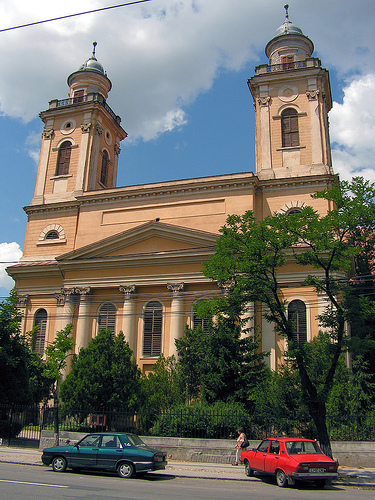
A kolozsvári kétágú templom, a hóstátiak által építtetett templom

A hóstátiak életében fontos szerepet játszott a vallás, és minthogy a városfalakon kívül éltek, templomoktól messze gondot jelentett számukra az istentiszteletek látogatása. A monostori külváros lakói 1654 óta a kolozsmonostori kis templomot használták, a többi hóstátbeli azonban továbbra is arra kényszerült, hogy a falakon belüli két templomot látogassák. A Kül-Magyar utcai hóstáti kálvinisták számának gyors növekedése miatt már külön templomra volt szükség. Ez 1672-ben épült fel, a mai Protestáns Teológiai Intézet helyén, közel a Magyar utcai városkapuhoz. 1693-ban, amikor az erdélyi főkonzisztórium határozata nyomán a reformátusoknak az óvári templomukat át kellett adni a katolikusoknak, felmerült egy új istenháza építése a Bel-Magyar és a Híd utca szögletén. A szükséges pénzt azonban nem sikerült előteremteni, így a terv meghiúsult. Ezt követően a Magyar utcai kapunál álló külvárosi templom jelentősége felértékelődött. Védtelen helyzete miatt, azonban sok pusztulást szenvedett: 1689-ben tűz rongálta, egy évvel később a helyreállított épületet a tatárok égették fel, utána nagyobbrészt fából építették újjá, s így szolgált az 1704-es kuruc ostrom kori végleges pusztulásáig.
Az egyházközösséget két lelkész és egy szász prédikátor vezette, 1649-től kezdve pedig egy harmadik lelkészt is szolgálatba állítottak. 1689 után néhány évig négy lelkész működött egyszerre a gyülekezetben. E lelkészi kar az 1630-at követő évtizedekben is jól képzett, külföldi egyetemeken járt emberekből állott. Mivel azonban a lelkészek a városfalakon belül laktak, csak nappal tudtak a közvetlen lelki gondozást igénylő hívekhez sietni, mivel éjszakára a falakat bezárták. Ezért a hóstátiak folyamatosan közöttük lakó lelkészt kívántak. A hóstátiak 1689-ben Apafi Mihályhoz fordultak, aki jóváhagyta, hogy Szőnyi Nagy István személyében állandó lelkipásztoruk legyen. 1696-ban a hóstátiak Bánffy Györgyhöz, Erdély gubernátorához fordultak azzal a kéréssel, hogy külön egyházközséget szerveznének. Ezt azonban elvetették, de annyit sikerült elérniük, hogy 1697-ben már tagot küldhettek a városi református konzisztórium testületébe. 1696-tól a Magyar utcában leányiskolát tartottak fent.
1903-ban a kolozsvári református egyházközség négy parokiális körre, a belvárosira, az alsóvárosira, a hídelveire és monostorira oszlott. Az alsóvárosi egyházközség temploma a kétágú templom lett. 1946. január 1-jétől a négy parokiális kör négy önálló egyházközséggé szerveződött. Az új városnegyedek kialakulásával a néhai külső templom egyre távolabb került a hívektől. 1930-ban elsőként a Téglás úton (ma Fabricii) és környékén lakó reformátusok gyűltek össze magánházaknál, majd 1931-ben felépült az imaházuk, amelyet 1948-ban államosítottak. 1971-ig a Bábolna és Luther utca sarkán levő épületet bérelte az egyházközség imaház céljára. 1971-ben pedig megvásároltak egy Bábolna (ma Bobâlnei) utcai házat.
E fejlődés alapján 1951. július 29-én a presbitérium az egyházközséget két, belső és külső parokiális körre osztotta. 1954-ben pedig egy Pata utcai (ma Nicolae Titulescu) telken épült imaház. 1957-ben az egyház a Beiușului 46. szám alatti telket vásárolta meg, szintén imaházépítés céljából. Így ebben az időszakban a templom mellett négy imaházban tartottak istentiszteletet. 1971. szeptember 12-én önállósult az Újalsóvárosi Református Egyházközség.
Az (elsősorban) hóstáti reformátusok számára 1991–1994 között felépült a tóközi református templom, valamint 1991–1995 között az 1977-ben önállósult Bulgária-telepi egyházközség temploma.

## A hóstáti kutatás
A hóstáti kutatás tulajdonképpen nyelvészeti, néprajzi, társadalomrajzi és helytörténeti vizsgálatokat jelent. A kutatókat elsősorban múltjuk, foglalkozásaik és szokásaik érdekelték. Jakab Elek várostörténész Kolozsvár múltjában játszott szerepüket tárta fel (1888), Lindner Gusztáv sok évszázados temetkezési egyesületeiket mutatta be (1894), Németh Sándor egységes népcsoportként tanulmányozta őket (1899). Elmélyültebb és részletekbe menő kutatás a két világháború között indult. Vásárhelyi János Hóstáti lakodalom címmel ad életképet a kolozsvári földészek esküvőjéről (Kolozsvár, 1933), Balassa Iván Az a-zás a kolozsvári Hóstát nyelvében című munkájában (Kolozsvár, 1942) sajátos nyelvészeti adatokat közöl, Sándor Gábor pedig A kolozsvári Hóstát emberi erővel végzett teherhordási módjai és eszközei (Kolozsvár, 1942), majd A hóstátiak szénavontatása (Kolozsvár, 1944) című könyvében a termelési módnak megfelelő leleményes szokások és eszközök kialakulását rajzolja meg. Egyidejűleg K. Kovács László A kolozsvári hóstátiak temetkezése című munkájában (Kolozsvár, 1944) a még 1587-ben alakult és szakadatlanul fennálló Kolozsvár-hídelvei Református Földész Kalandos Temetkezési Társulat s a többi hóstáti kalandos társulat kisközösségi szokásrendjét mutatja be.
A szocialista korszak nagymérvű építkezése, ipartelepítése és városrendezése következtében Kolozsvár mezőgazdasági és kertészeti övezeteinek hagyományos földész életformája bomlásnak indult, s ez új feladatok elé állította a hóstáti kutatás új művelőit. Az 1970-es évtized végén egy fiatal kutatókból álló kolozsvári munkaközösség fogott hozzá a bekövetkezett változások felméréséhez, a mai Hóstát nép- és társadalomrajzi monográfiájának összeállítását tűzve maga elé. Eredményeiket figyelemmel kíséri az Igazság és az Ifjúmunkás. Egri László Kik a hóstátiak? cím alatt (Korunk Évkönyv, 1979) körvonalazza a mai tárgykört, Pillich László pedig Előzetes megközelítések egy Hóstát-monográfiához című írásával már részletet közöl egy hosszabb tanulmányból, amely Jungbert Béla, Salamon Anikó és Vetési László közreműködésével készült (Korunk, 1979/6); újabb feldolgozásai Hóstáti család, hóstáti közösség (TETT, 1980/3) és Egy hóstáti nemzetség családszerkezeti vizsgálata (Korunk Évkönyv, 1982) címmel a korszerű hóstáti kutatás előrehaladását igazolják.
Hóstáti felvételek címmel 1982 májusában a Korunk Galéria Feleki Károly fényképeit mutatta be a hóstáti földészek tegnapi és mai életpillanatairól.

## Képgaléria a hóstáti népviseletről (Horváth Lászlófelvételei)

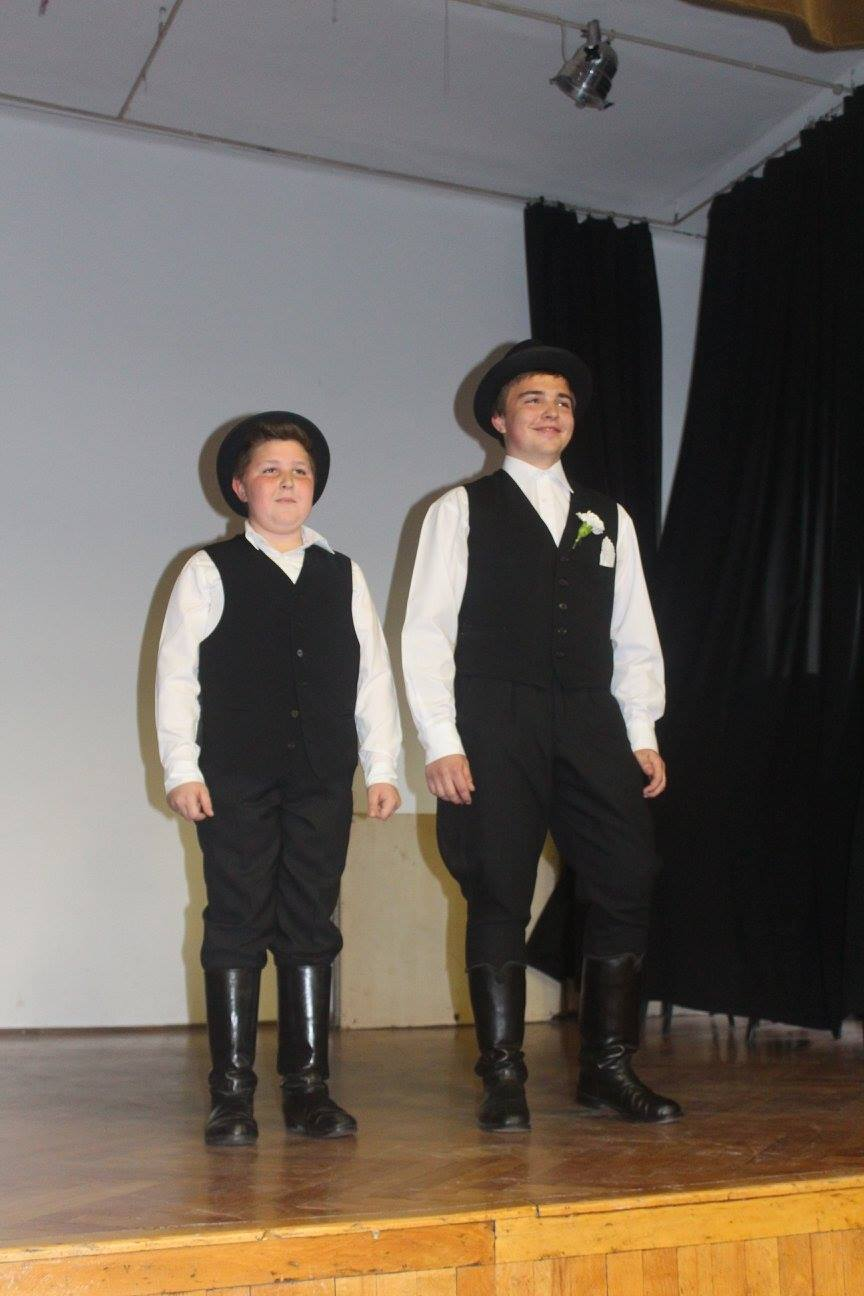
Hóstáti legénykék
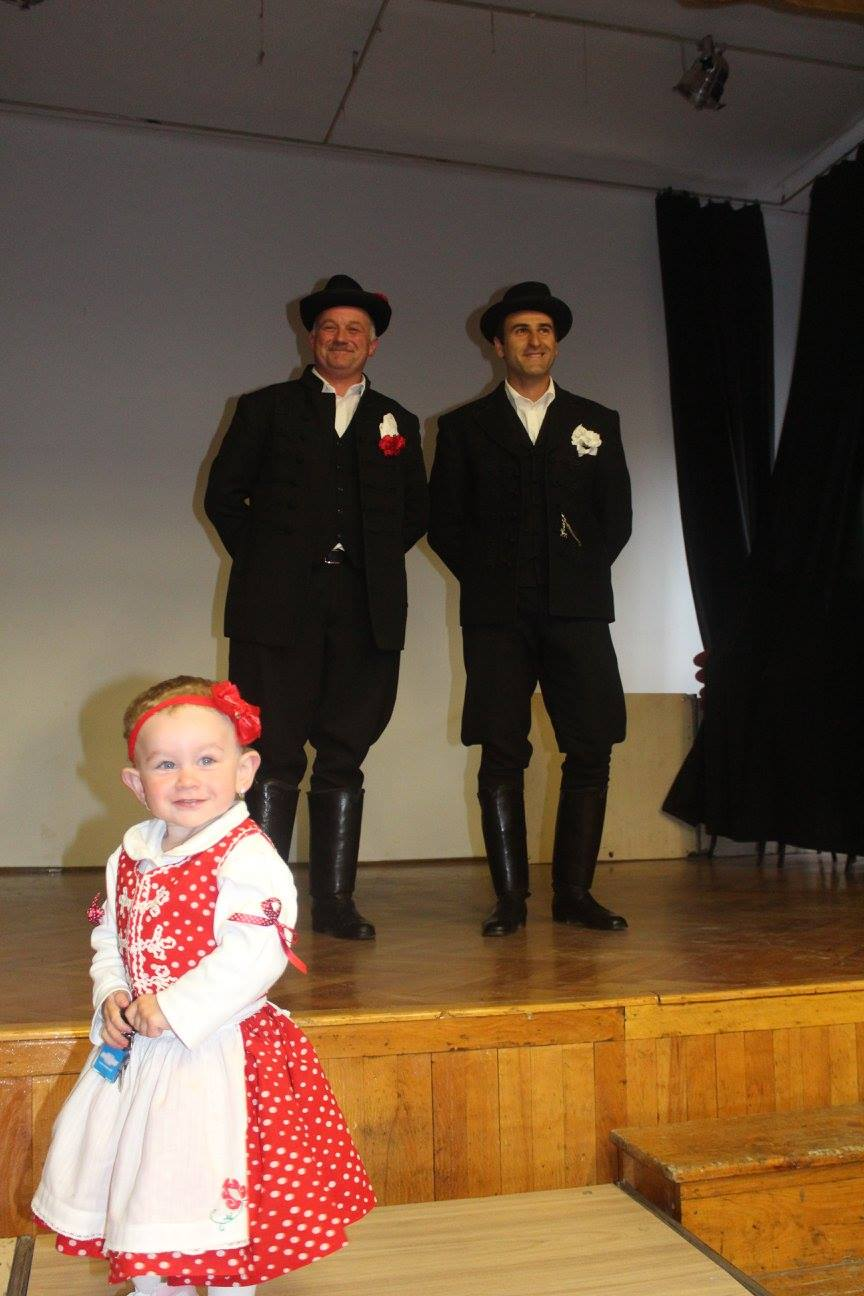
Hóstáti férfiak és kislány
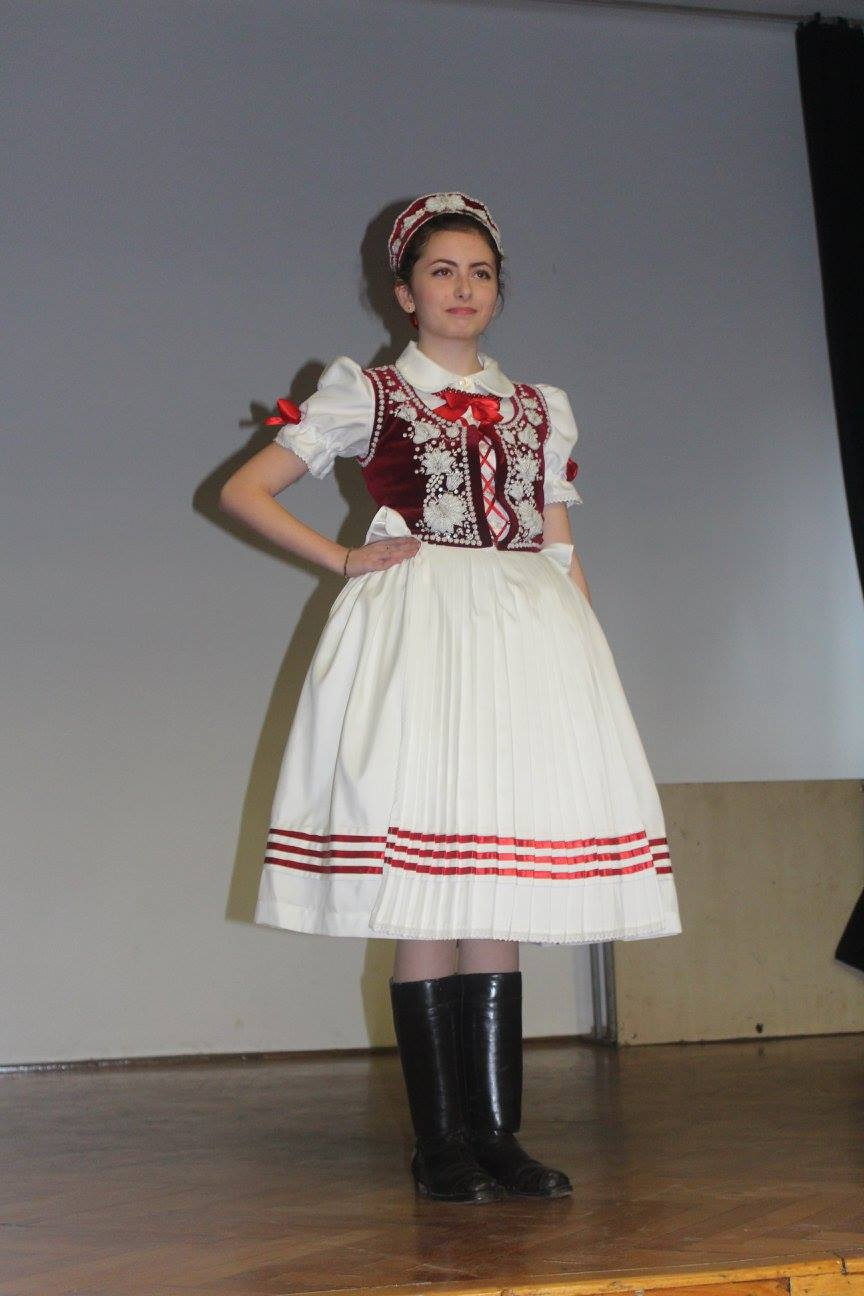
Hóstáti csőszlány
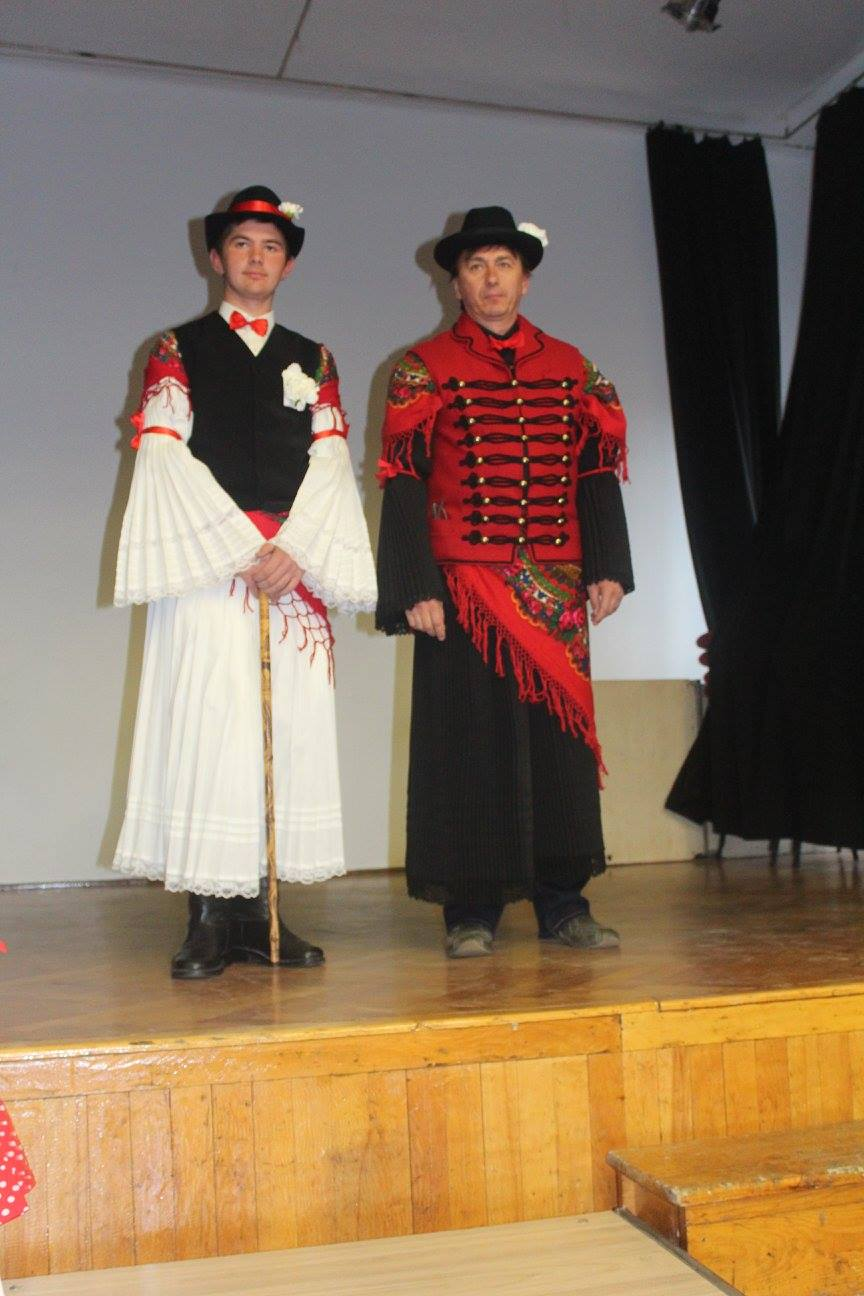
Hóstáti csősz
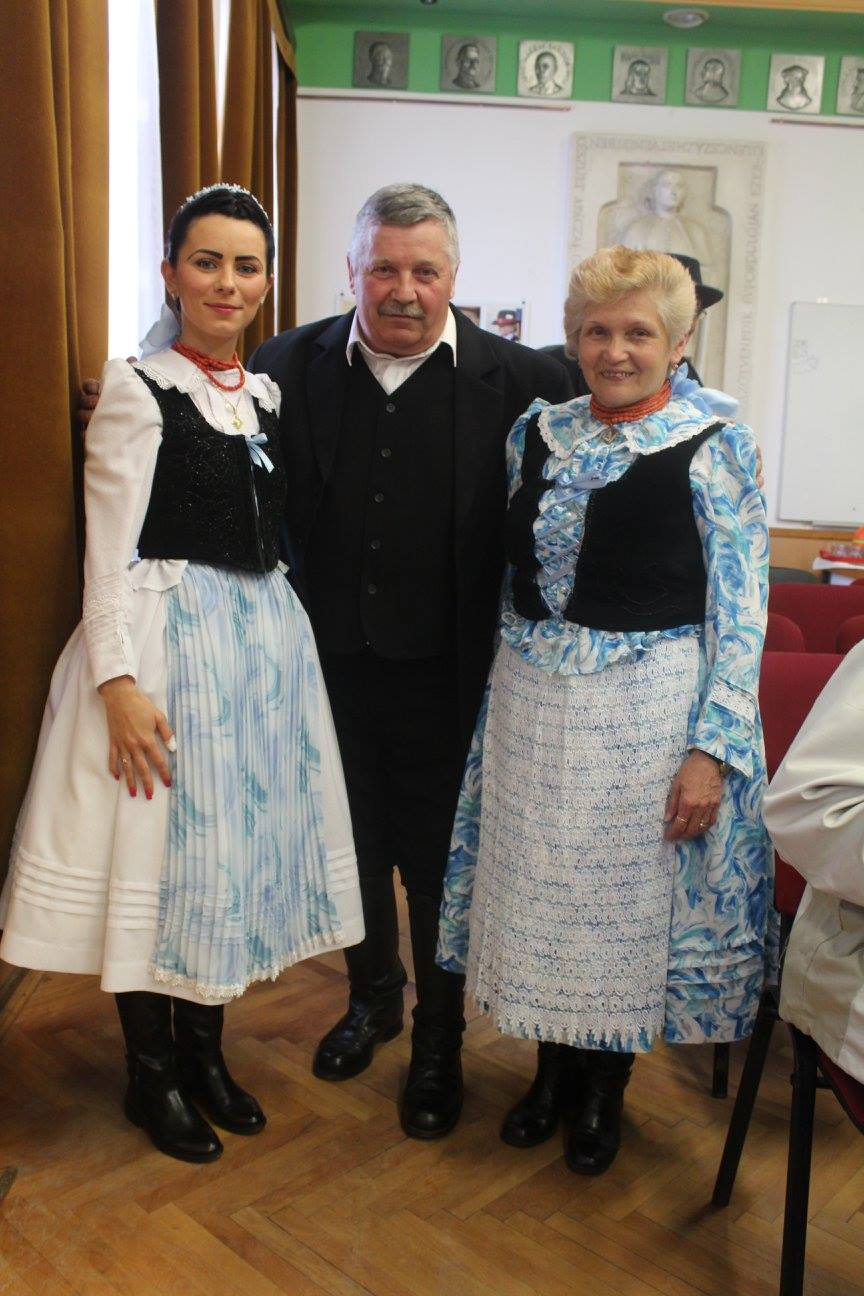
Hóstátiak
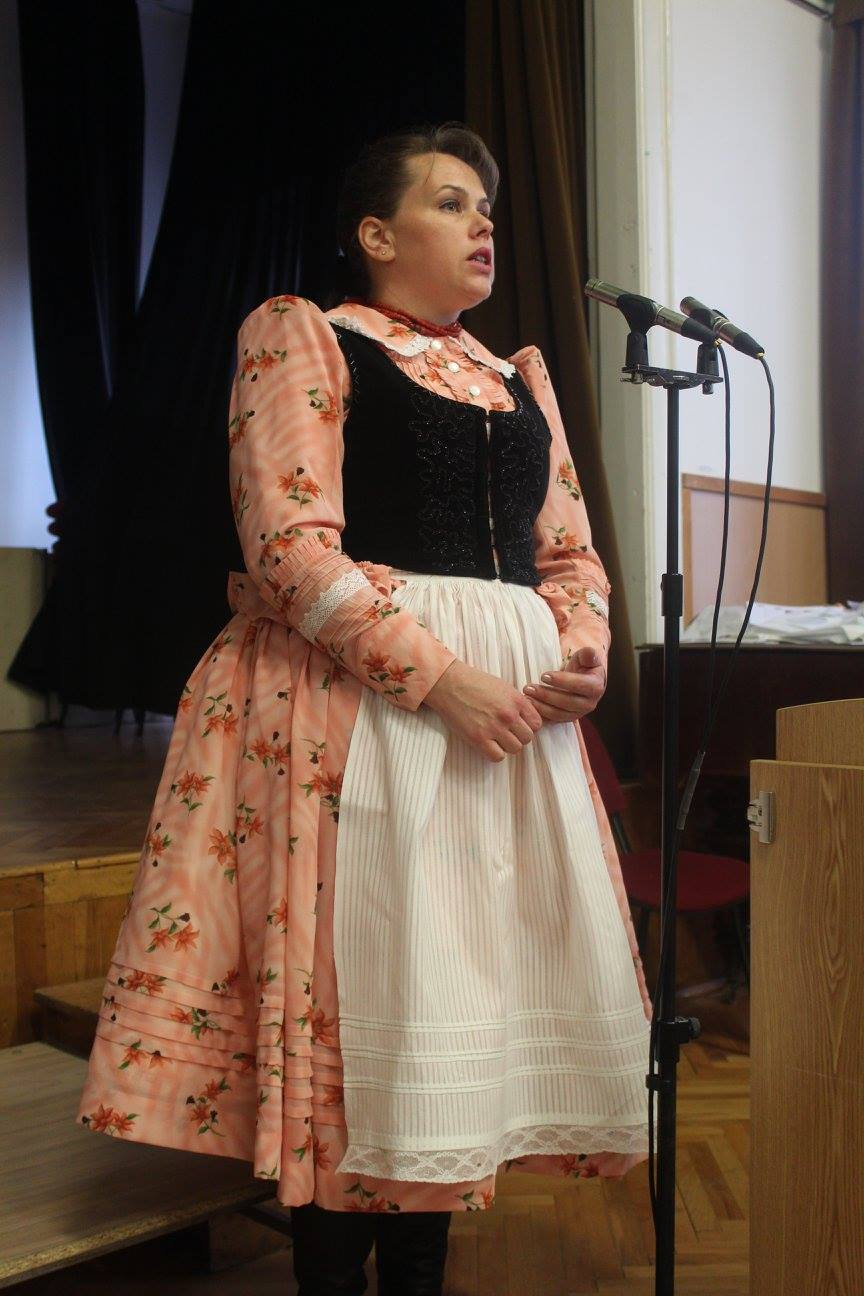
Hóstáti asszony
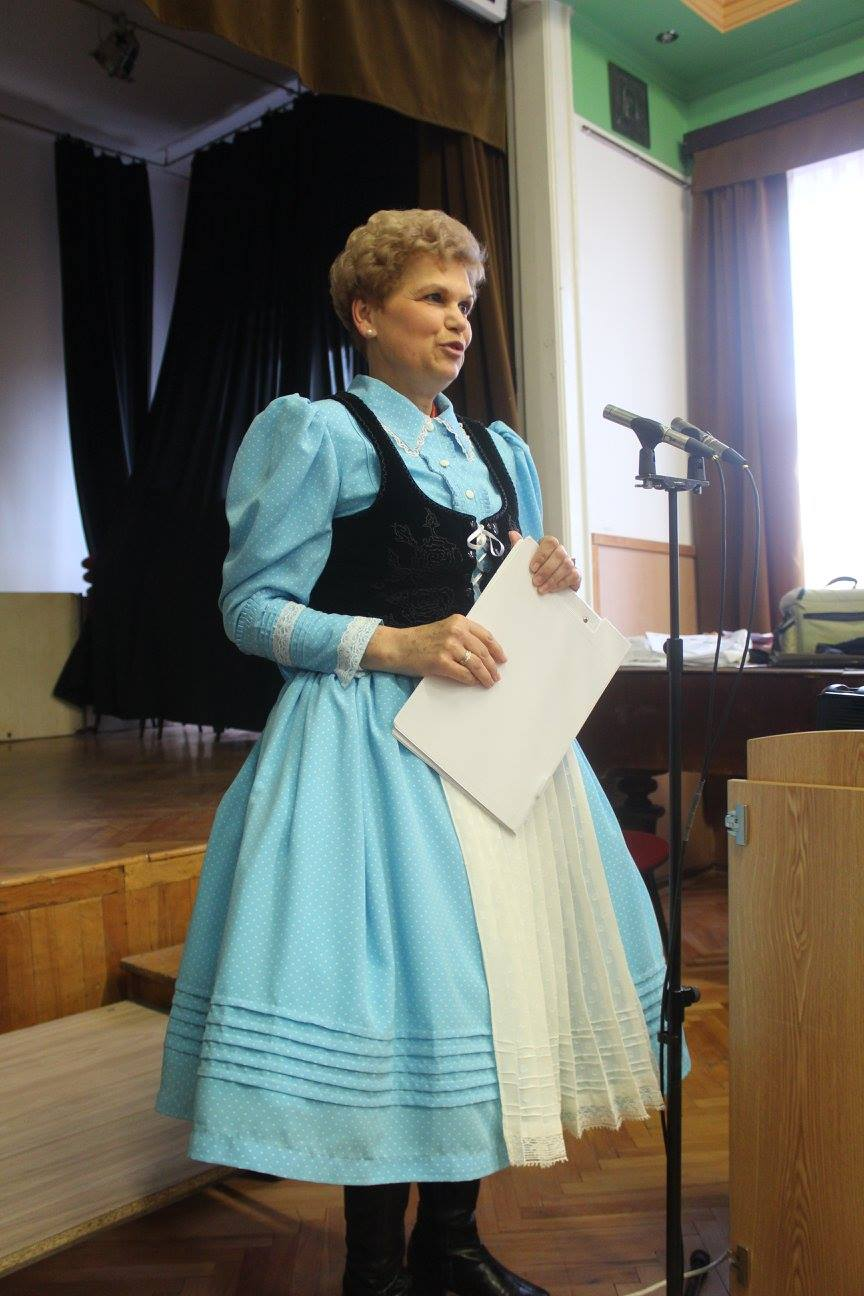
Hóstáti asszony 2
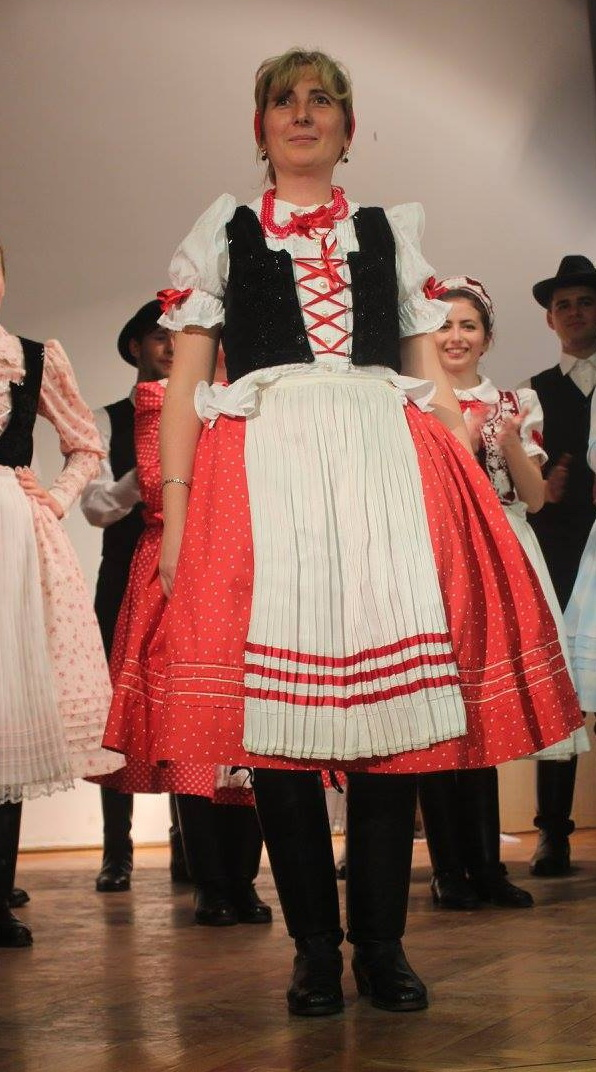
Hóstáti gazdáné
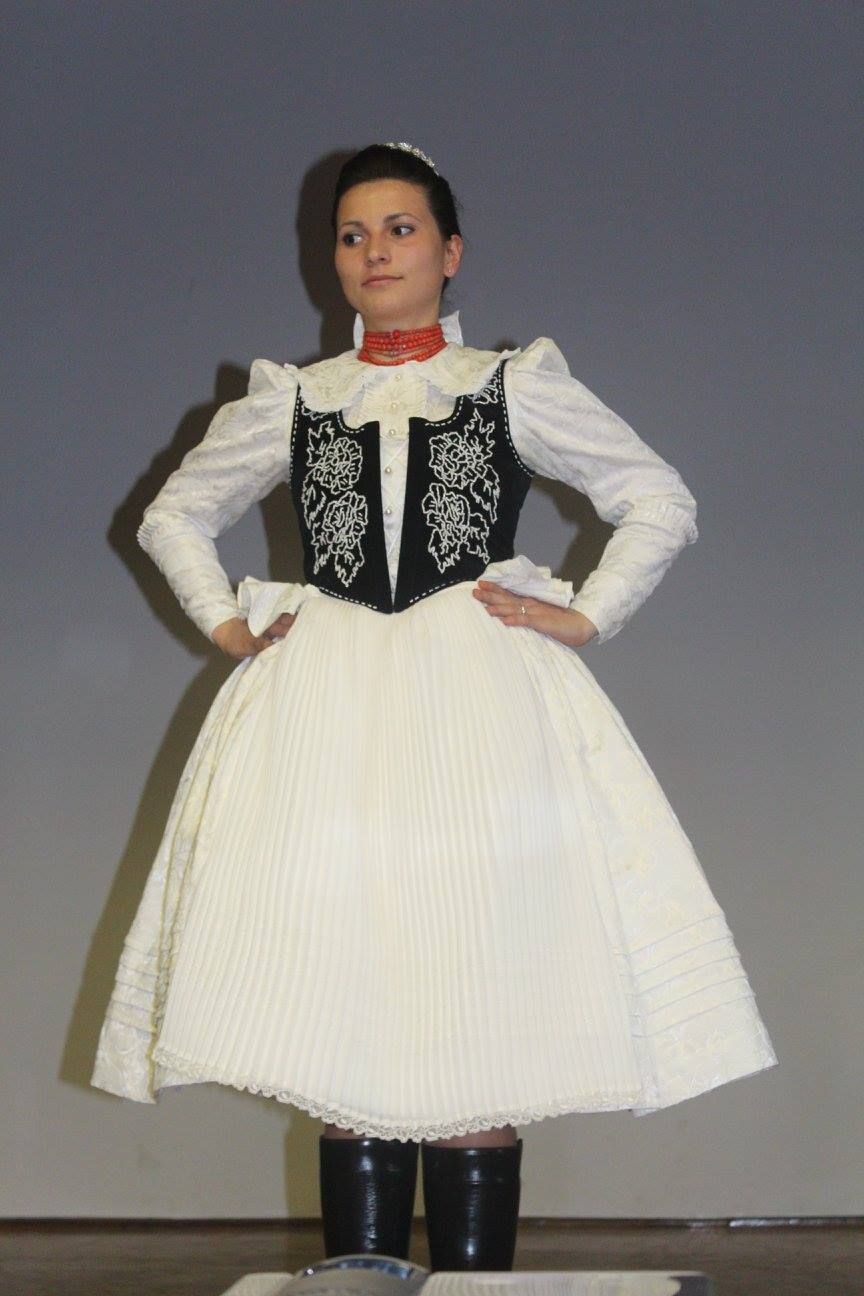
Hóstáti menyasszony
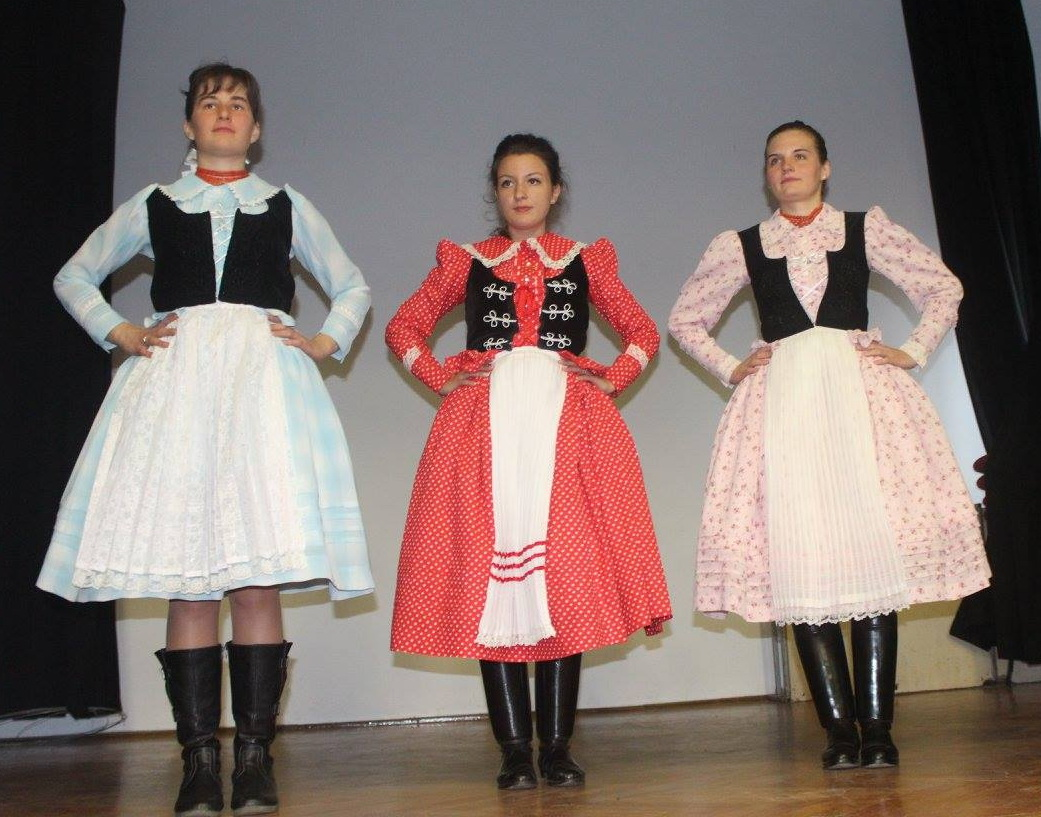
Hóstáti rend1
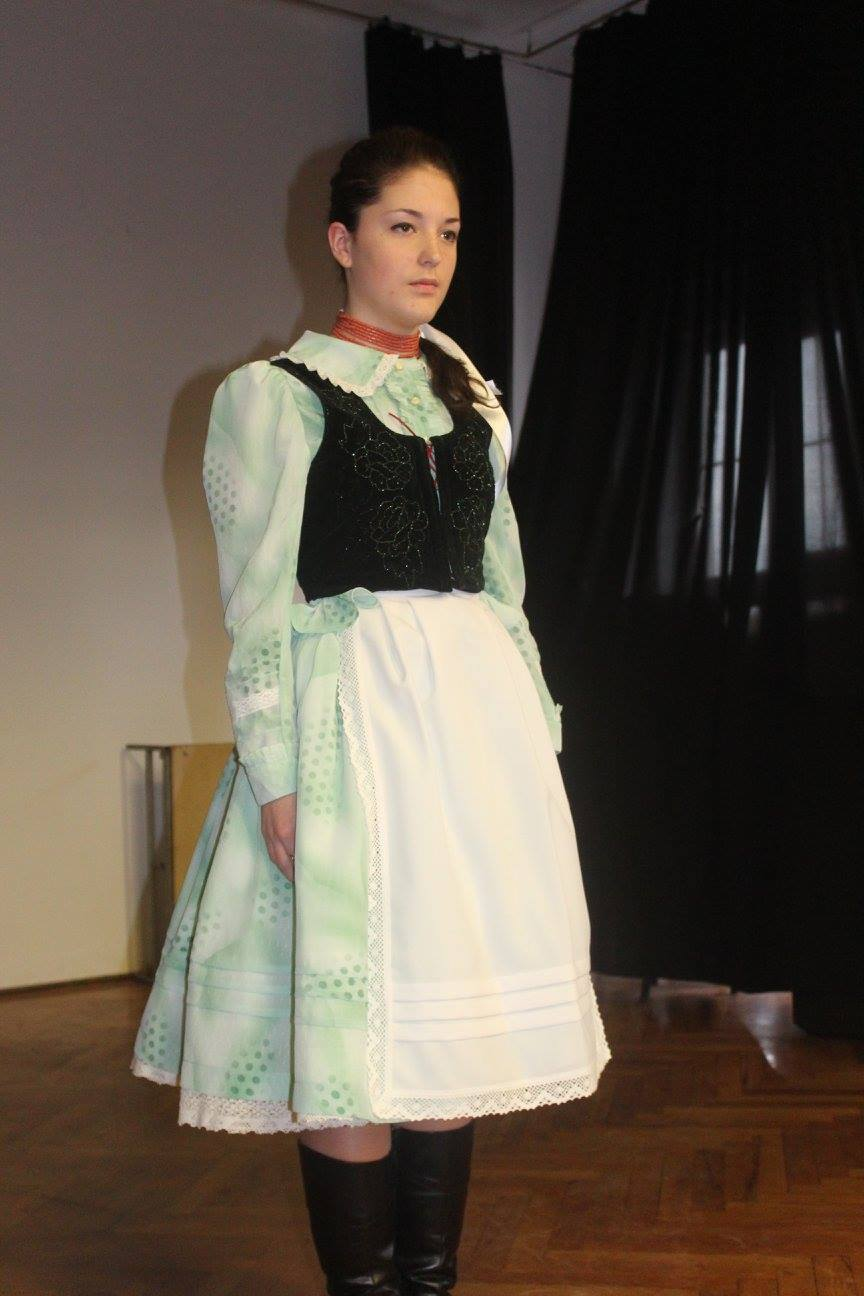
Hóstáti rend2
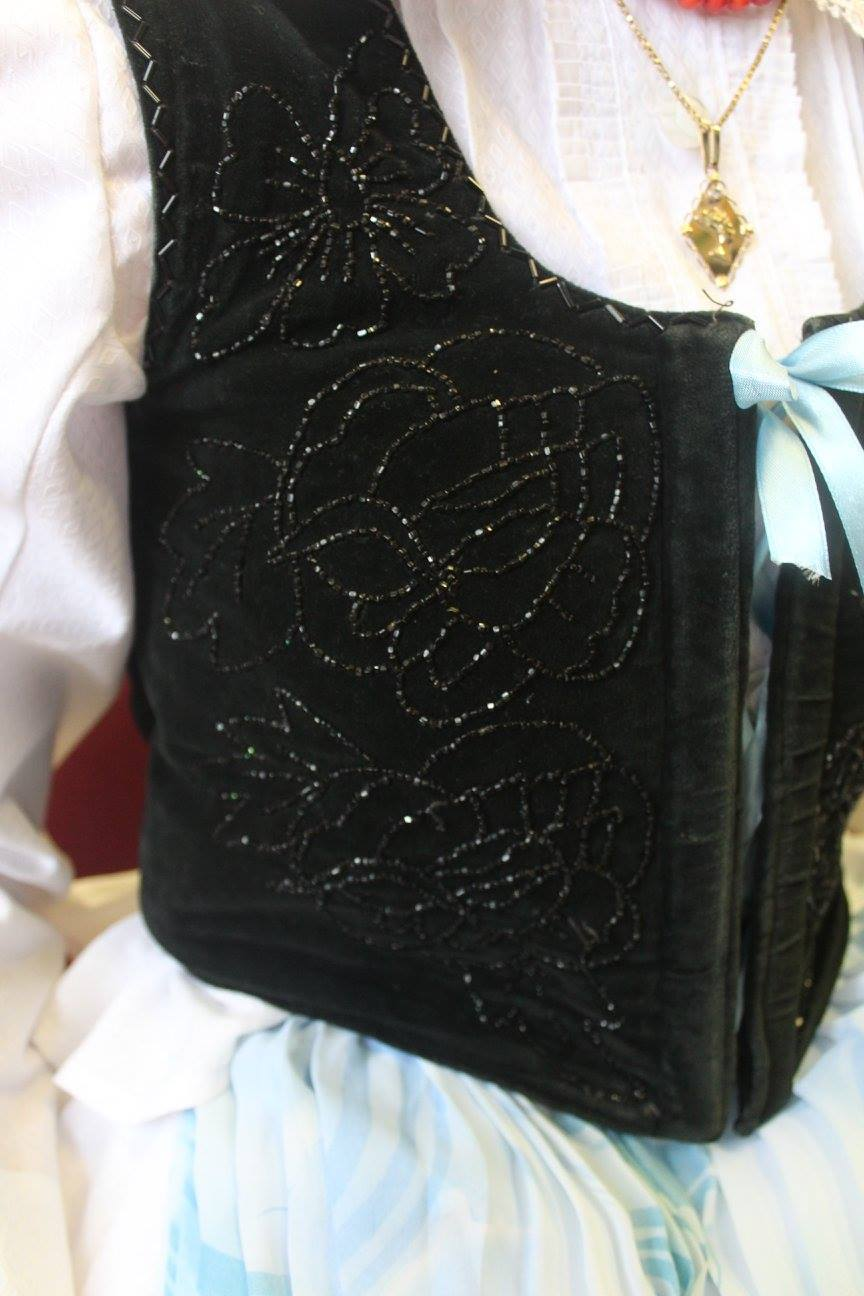
Hóstáti lájbi

## Képgaléria a Hóstát lerombolásáról (Feleki Károlyfelvételei, 1979–1984)

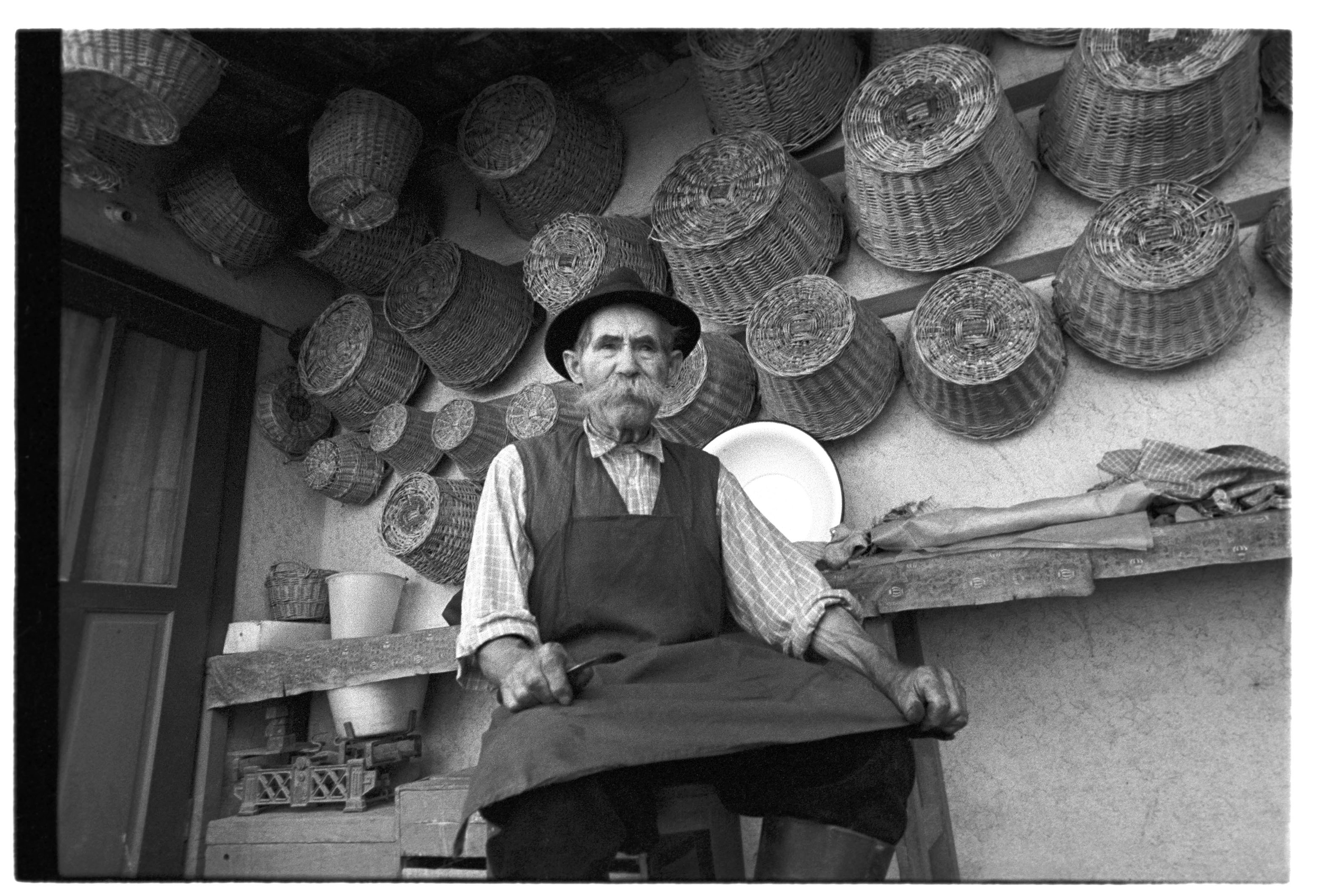
Cukorgyár utca, Butyka József
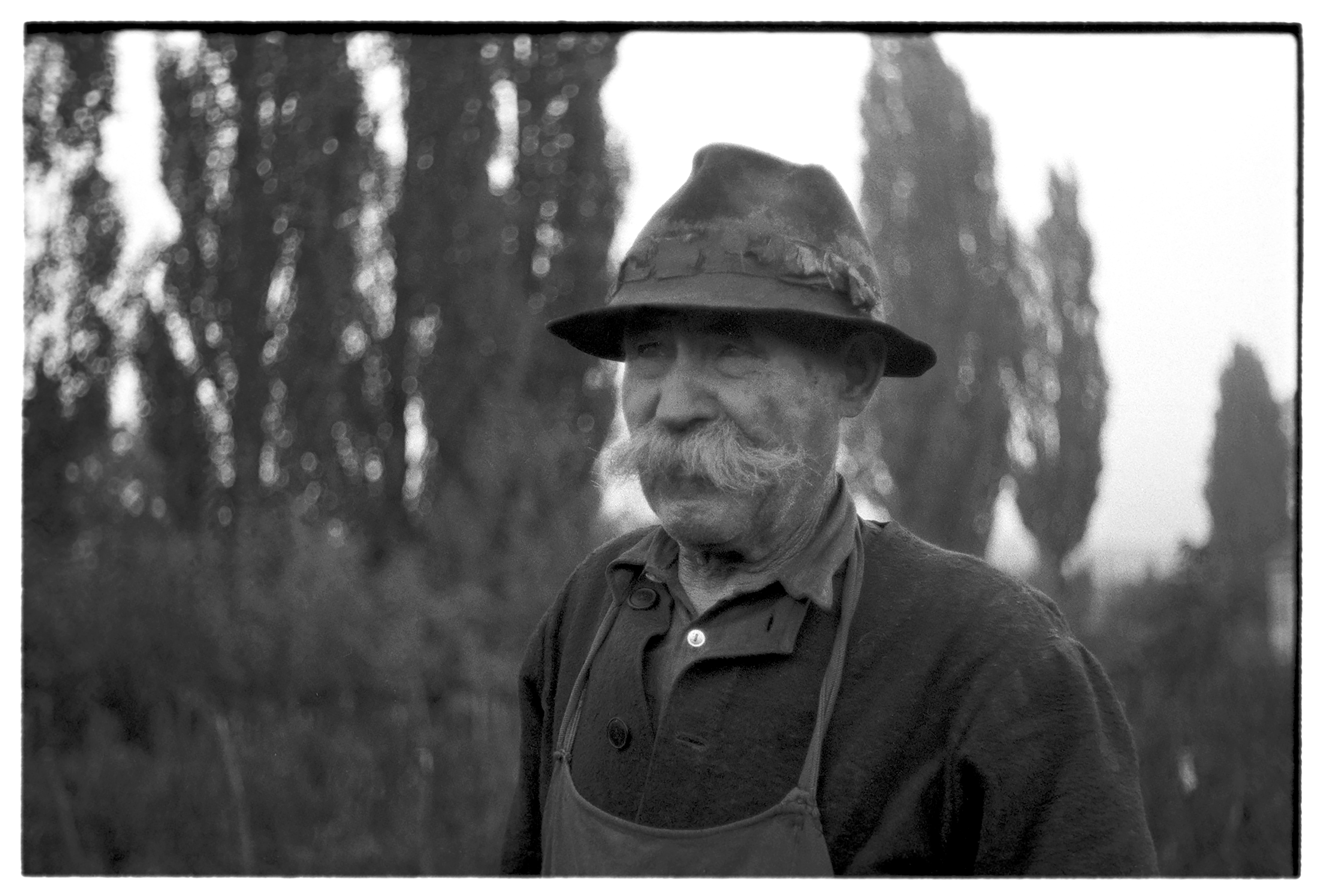
Cukorgyár utca, Butyka József
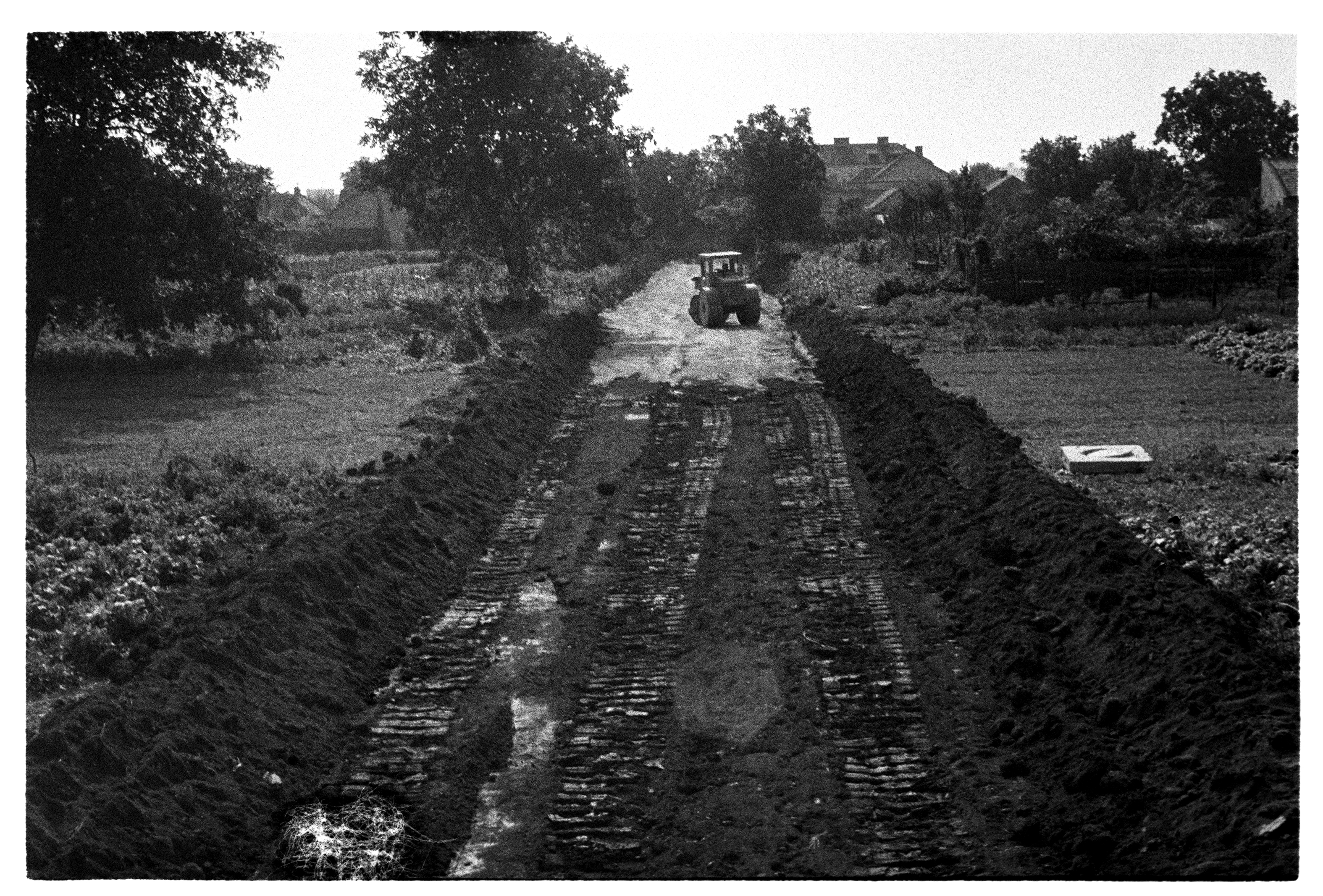
Pillangó telep (Orbán Balázs/Actorului utca)
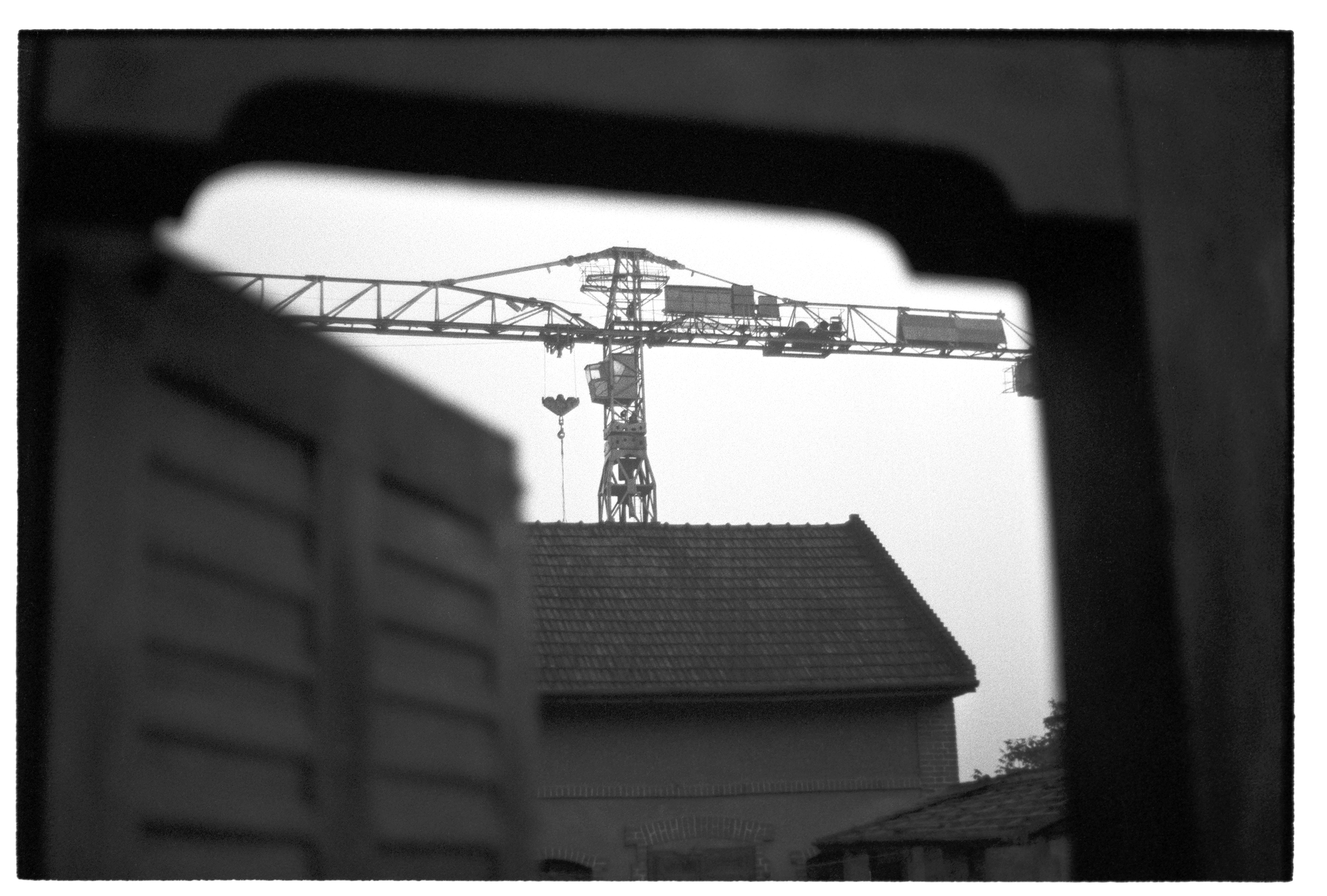
Cukorgyár utca
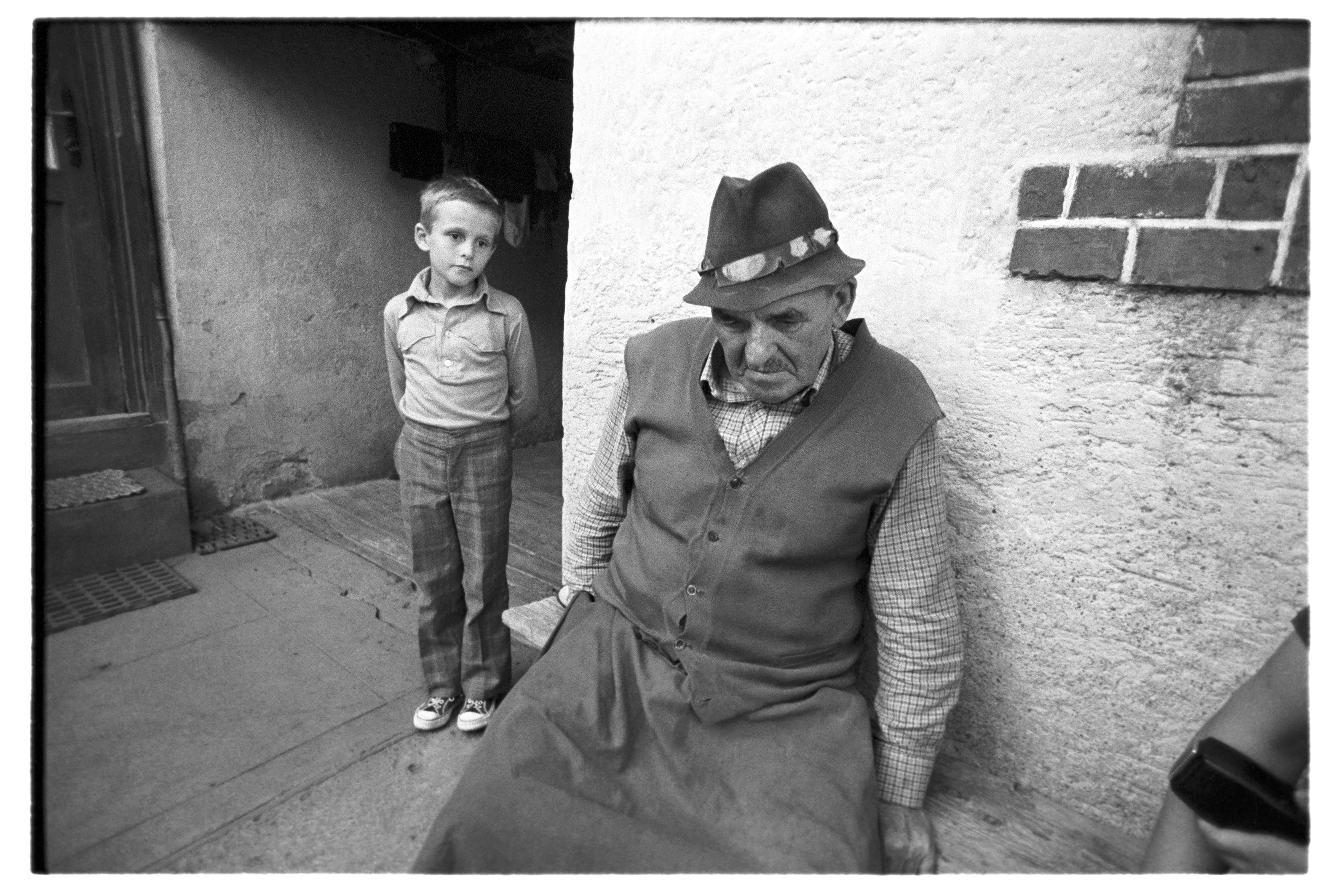
Cukorgyár utca, Szabó József és unokája
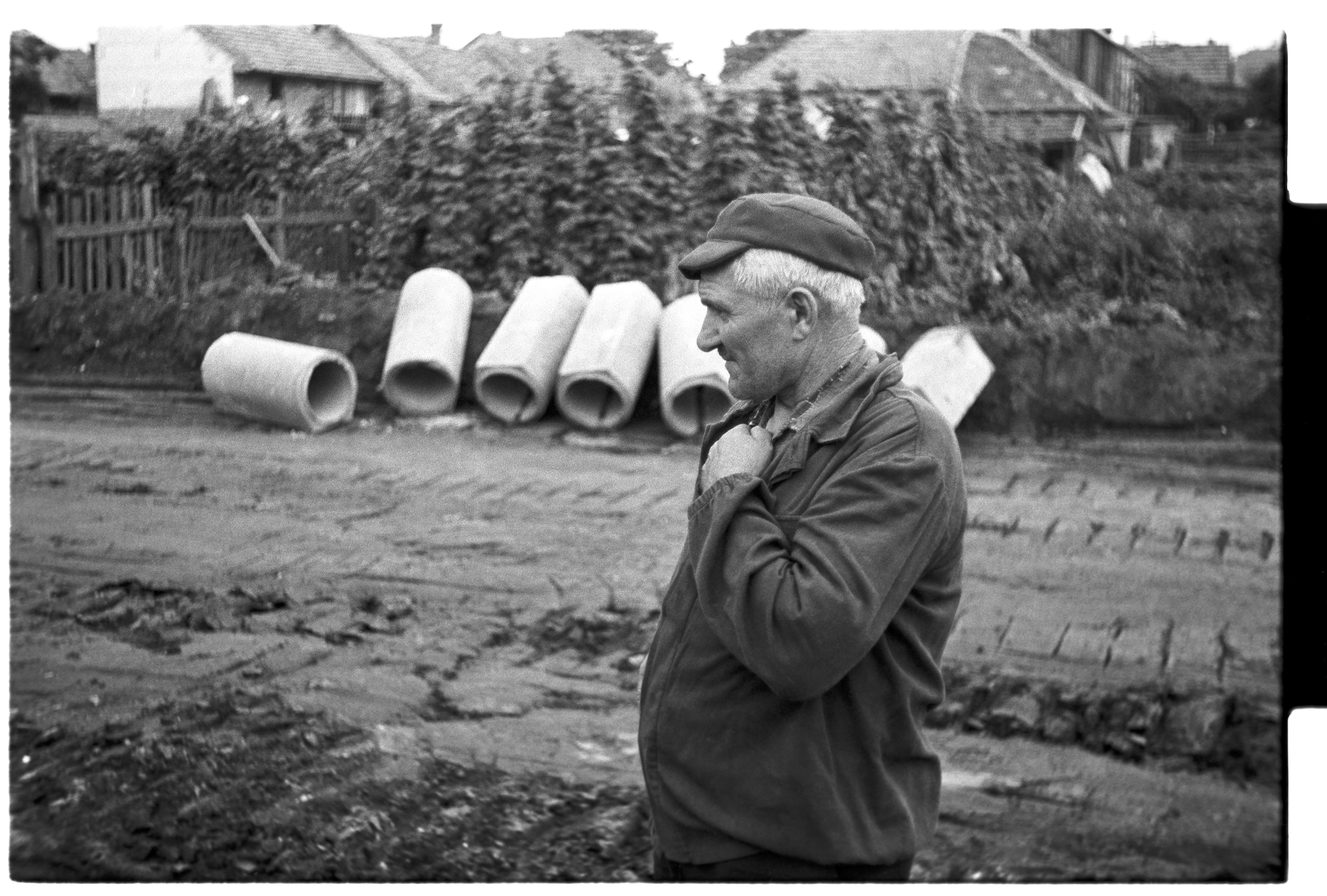
Pillangó telep, Orbán Balázs/Actorului utca, Szabó József
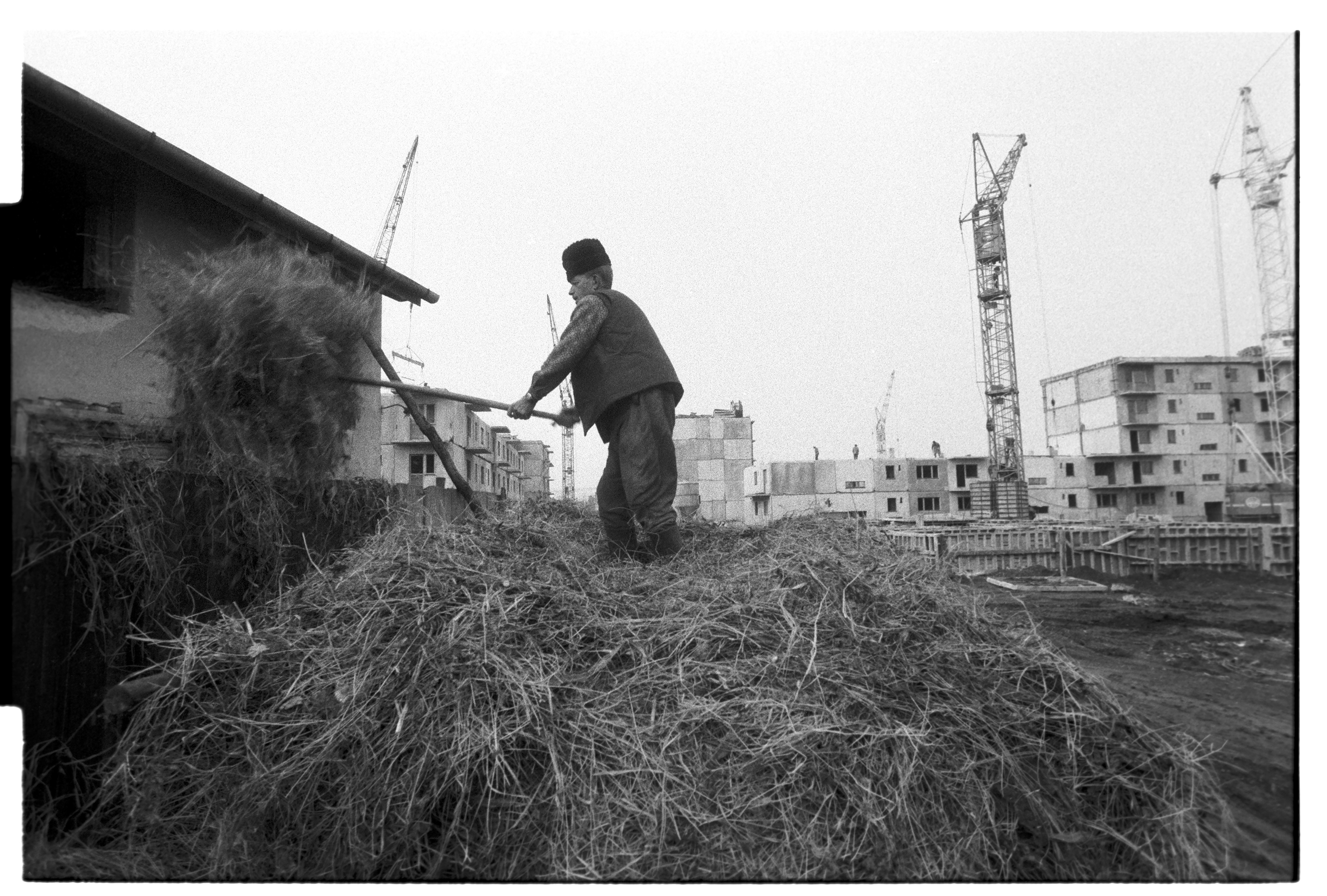
Pata utca, Szilágyi József
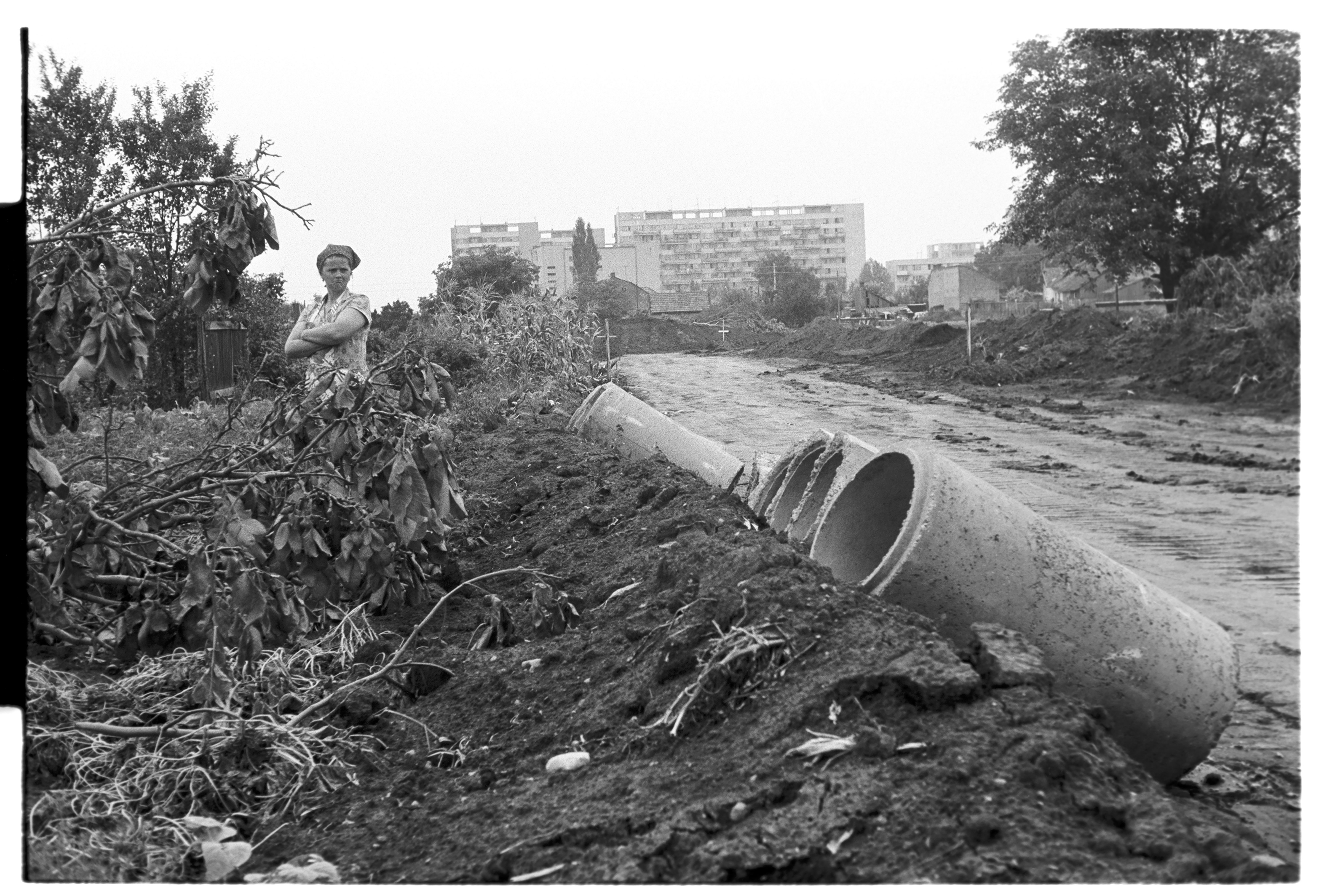
Pillangó telep, Orbán Balázs/Actorului utca, Szabó Zsuzsanna

## Kapcsolódó lapok
- Hídelve
- Kétvízköz
- Magyar utca
- Mărăști-lakótelep
- Szentpéter

### Nyomtatásban megjelent anyagok
- Diószegi Anna: Életem története. Székelyudvarhely: Erdélyi Gondolat Könyvkiadó. 2001.  ISBN 973-9269-62-1
- Tatár Zoltán: A Békástól Lupsáig. Kolozsvár: Kalauz Kiadó. 2008.  ISBN 973-9269-62-1
- Tatár Zoltán: Kincses külvárosom. Kolozsvár: Kalauz Kiadó. 2005.   (a katalógusokban formailag hibás ISBN-nel szerepel) ISBN  973-85583-2-9

### Internetes anyagok
- A kolozsvári hóstátiak weboldala
- A hóstát szó eredetéről (Magyar Nyelvőr, 1992/2)
- Hóstát: egy közösség lebontott jövője (www.transindex.ro)
- A hóstáti szüreti bál képekben (www.welcometoromania.ro)
- Tóth Sándor: Jelentés Erdélyből (www.adatbank.ro)
- Kiss Zita, Pásztor Gyöngyi, Plugor Réka, Szabó Júlia: Hóstáti életképek (www.adatbank.ro)
- A kolozsvári hóstátiak lakodalmi szokásai (Erdélyi Gyopár)[halott link]
- A Virágos Együttes honlapja